# Storia della Bulgaria

Bandiera della Bulgaria moderna

La storia della Bulgaria include il periodo che inizia dai primi insediamenti nei territori della moderna Bulgaria, alla sua formazione come stato-nazione e comprende la storia del popolo bulgaro e della sua origine. I primi resti umani scoperti in quella che oggi è la Bulgaria risalgono al 44.000 a.C. All'incirca nel 5000 a.C. esisteva già una sofisticata civiltà che produsse alcune delle prime ceramiche e delle prime opere di gioielleria al mondo. Dopo il 3000 a.C. fecero la loro comparsa nella penisola balcanica i traci. Nel 500 a.C. circa formarono il potente regno degli Odrisi, il quale successivamente entrò in declino e cadde sotto il dominio persiano, celtico ed in seguito fu assorbito dall'impero romano. Questo insieme di popoli antichi fu quindi assimilato dagli slavi, che si stabilirono in modo permanente nella penisola balcanica dopo il 500 d.C.
Nel 632 d.C. i proto-bulgari, provenienti dall'Asia centrale, diedero vita ad uno Stato indipendente a nord del Mar Nero, che divenne noto come Grande Bulgaria sotto il dominio del khan Kubrat. La spinta espansionistica dei cazari portò all'assoggettamento della Grande Bulgaria nella seconda metà del VII secolo d.C.. Uno dei successori di Kubrat, Asparuh, migrò con alcune delle tribù bulgare nell'area intorno al delta del Danubio ed in seguito conquistò la Mesia Superiore e la Mesia inferiore strappandole all'impero bizantino, espandendo il suo nuovo regno nella penisola balcanica.
Un trattato di pace con Bisanzio nel 681 e la fondazione di una capitale bulgara permanente a Pliska, a sud del Danubio, segnano l'inizio del primo impero bulgaro. Il nuovo Stato raccoglieva i residui delle popolazioni trace e le nuove popolazioni slave sotto il dominio di un ristretto numero di proto-bulgari, dando inizio ad un lento processo di mutua assimilazione. Nei secoli successivi la Bulgaria si affermò come un impero potente, che estese il proprio dominio sui Balcani attraverso una tradizione militare aggressiva, che portò allo sviluppo di un'identità etnica distinta. La sua popolazione differenziata culturalmente ed etnicamente si unì sotto un'unica religione, un'unica lingua ed un unico alfabeto che preservò la coscienza nazionale bulgara, a discapito delle invasioni e delle influenze straniere.
Nell'XI secolo il primo impero bulgaro crollò sotto gli attacchi della Rus' di Kiev e dei bizantini, e divenne parte dell'impero bizantino fino al 1185, quando una rivolta guidata da due fratelli, Asen e Petăr della dinastia Asen, ristabilì lo Stato bulgaro nella forma del secondo impero bulgaro. Dopo aver raggiunto il proprio apogeo negli anni trenta del XIII secolo, la Bulgaria entrò in declino a causa di numerosi fattori, soprattutto per la posizione geografica che la rendeva vulnerabile ad attacchi simultanei e ad invasioni su più lati. Una ribellione contadina, una delle poche di questo genere ad aver avuto successo nella storia, mise sul trono come zar il porcaro Ivailo. Il suo breve regno fu essenziale nel recupero, almeno parziale, dell'integrità dello Stato bulgaro. Ne seguì un periodo relativamente fiorente dopo il 1300, che ebbe termine nel 1371, quando la Bulgaria si divise in tre piccoli regni. Nel 1396, questi regni erano stati soggiogati dall'impero ottomano. In seguito all'eliminazione della nobiltà e del clero bulgaro da parte dei turchi ottomani, la Bulgaria entrò in una età di oppressione, di ristagno intellettuale e di malgoverno, che avrebbe lasciato la sua cultura distrutta ed isolata dal resto d'Europa per i successivi 500 anni. Una parte dell'eredità culturale bulgara fu assorbita dalla nascente cultura della Russia.
Con il declino dell'impero ottomano a partire dall'inizio del XVIII secolo cominciarono ad emergere dei segni di ripresa della coscienza nazionale. Nel XIX secolo il Risorgimento bulgaro divenne una componente chiave della lotta per l'indipendenza, che sarebbe culminata nella fallita rivolta d'aprile nel 1876, che fu il motivo scatenante della Guerra russo-turca del 1877 e della successiva liberazione della Bulgaria. L'iniziale trattato di Santo Stefano fu rifiutato dalle grandi potenze occidentali, ed il successivo trattato di Berlino, restrinse i territori sotto la giurisdizione bulgara alla Mesia ed alla regione di Sofia. In questo modo molti bulgari rimasero al di fuori dei confini del nuovo Stato, e ciò fu la motivazione che definì l'approccio militaristico della Bulgaria negli affari regionali e la sua alleanza con la Germania in entrambe le guerre mondiali.
Dopo la seconda guerra mondiale la Bulgaria divenne uno Stato comunista, dominato da Todor Živkov per un periodo di 35 anni. Lo sviluppo economico della Bulgaria durante questa era si interruppe negli anni ottanta e il collasso del sistema comunista in Europa orientale segnò un punto di svolta nello sviluppo del paese. Una serie di crisi economiche negli anni novanta lasciò la maggior parte dell'industria e dell'agricoltura bulgara nel caos, anche se con l'elezione di Simeon Sakskoburggotski a primo ministro nel 2001 ebbe inizio un periodo di relativa stabilità. La Bulgaria entrò a far parte della NATO nel 2004 e dell'Unione europea nel 2007.

## Preistoria ed antichità

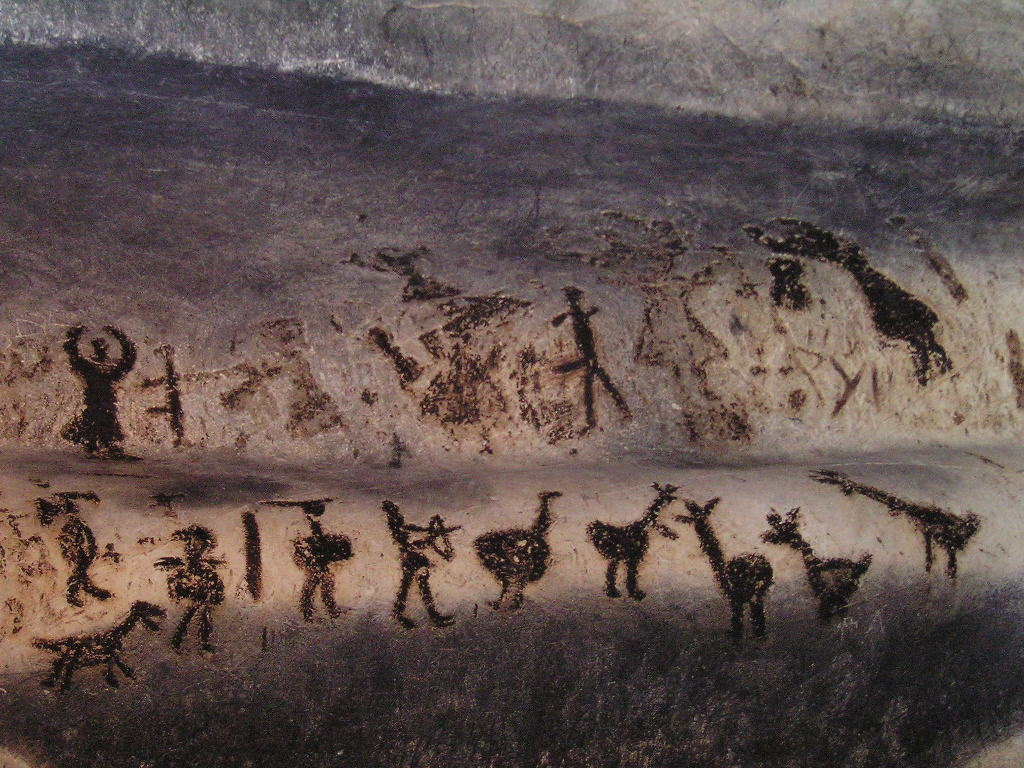
Le incisioni rupestri della grotta Magura

I primi reperti umani ritrovati in Bulgaria sono stati disseppelliti nella grotta di Kozarnika, con un'età approssimativa di 1,6 milioni di anni. Questa grotta probabilmente contiene la prima testimonianza di un comportamento umano simbolico mai ritrovata. Inoltre nella grotta Magura sono stati ritrovati dei resti umani di 46.000 anni fa, che consistono in un paio di mandibole umane frammentate, ma non è ancora chiaro se questi primi umani fossero in effetti Homo Sapiens o Uomini di Neanderthal. Le prime abitazione in Bulgaria, le abitazioni neolitiche di Stara Zagora, risalgono al 6.000 a.C. e sono tra le più antiche strutture costruite dall'uomo scoperte fino ad oggi. Alla fine del neolitico si svilupparono le culture di Hamangia e di Vinča sul territorio dell'odierna Bulgaria, Romania meridionale e Serbia orientale. Uno dei primi assembramenti di tipo urbano in Europa, Solnicata, si trovava nell'odierna Bulgaria.
La cultura di Varna, risalente all'età del rame (5000 a.C.), rappresenta la prima civiltà con una sofisticata gerarchia sociale in Europa. Il punto focale di questa cultura è la necropoli di Varna, scoperta agli inizi degli anni settanta del XX secolo. Viene utilizzata come mezzo per comprendere come funzionassero le prime società europee, principalmente attraverso sepolture rituali ben conservate, ceramiche e reperti d'oro. Gli anelli dorati, i braccialetti e le armi cerimoniali scoperte in una delle tombe sono stati forgiati tra il 4600 ed il 4200 a.C., datazione che li rende il tesoro in oro più antico mai scoperto al mondo. La cultura di Karanovo si sviluppò contemporaneamente a quella di Varna, e viene utilizzata come calibro stratigrafico per la preistoria dell'intera regione balcanica.
Alcune delle prime testimonianze della coltivazione dell'uva e dell'addomesticazione del bestiame sono associate con la cultura di Ezero, risalente all'età del bronzo. Le incisioni rupestri della grotta Magura risalgono allo stesso periodo, anche se rimane impossibile stabilire una data più precisa.

### I Traci

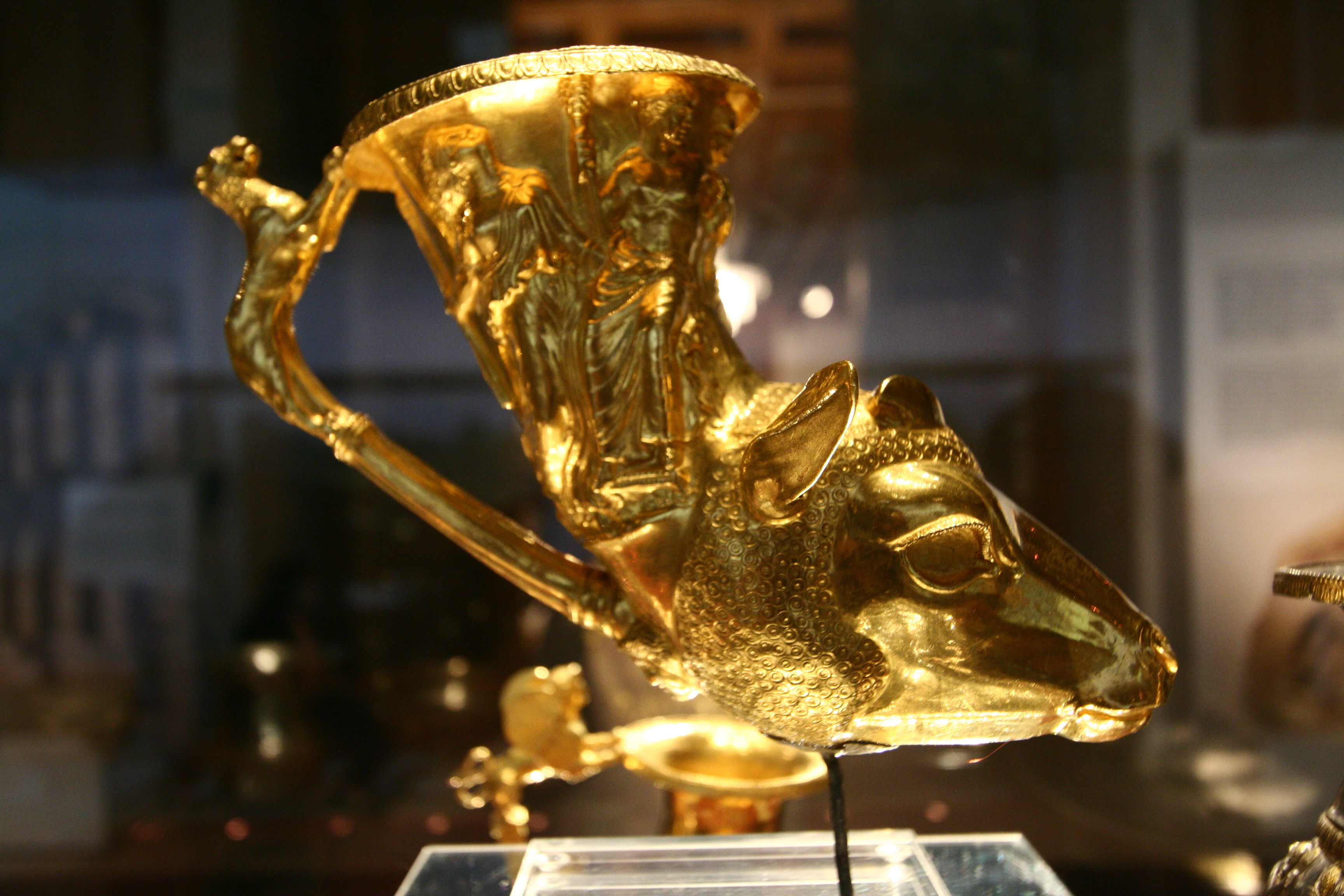
Un rhyton dorato, uno degli oggetti del tesoro di Panagjurište, risalente al IV o III secolo a.C. circa

Il primo popolo a lasciare tracce durature ed un'eredità culturale in tutta la regione balcanica furono i Traci. La loro origine rimane misteriosa. Si presuppone generalmente che una popolazione proto-tracia si sia sviluppata da una fusione di popoli indigeni e di popolazioni indoeuropee, avvenuta durante l'espansione indoeuropea durante l'età del bronzo quando questi ultimi si imposero sulle popolazioni preesistenti intorno al 1500 a.C. Gli artigiani traci adottarono le abilità manifatturiere delle civiltà indigene precedente, specialmente nella lavorazione dell'oro. I traci erano generalmente disorganizzati, ma possedevano una cultura avanzata nonostante la mancanza di un proprio sistema di scrittura, e acquisirono una potente forza militare quando le varie tribù formarono delle unioni sotto la pressione delle minacce esterne. Non raggiunsero mai una forma di unità nazionale al di là di alcuni brevi governi dinastici all'apice del periodo classico greco. In maniera simile ai galli o ad altri popoli celtici, si ritiene che la maggior parte dei traci vivessero in piccoli villaggi fortificati, solitamente in posizione elevata. Anche se il concetto di centro urbano non si sviluppò fino al periodo romano, numerose strutture fortificate più grandi servivano anche da centri regionali per il commercio. Nonostante la colonizzazione greca di alcune zone come Bisanzio, Apollonia ed altre città, i traci evitavano la vita urbana. Le prime colonie greche in Tracia vennero fondate nell'VIII secolo a.C.
Le tribù tracie rimasero divise fino a che il re Teres non ne unificò la maggior parte nel regno degli Odrisi intorno al 500 a.C., che raggiunse il suo apice sotto il governo del re Sitalce (431–424 a.C.) e di Cotys I (383–359 a.C.). All'inizio della guerra del Peloponneso Sitalce strinse un'alleanza con gli ateniesi e nel 429 a.C. invase il regno di Macedonia (governato allora da Perdicca II) con un vasto esercito che comprendeva circa 150.000 guerrieri provenienti da altre tribù tracie indipendenti. Cotys I d'altra parte entrò in guerra contro gli ateniesi per il possesso dell'odierna penisola di Gallipoli. In seguito l'impero macedone incorporò il regno degli Odrisi e i traci divennero una componente inalienabile delle spedizioni intercontinentali sia di Filippo II che di Alessandro Magno.

### I celti

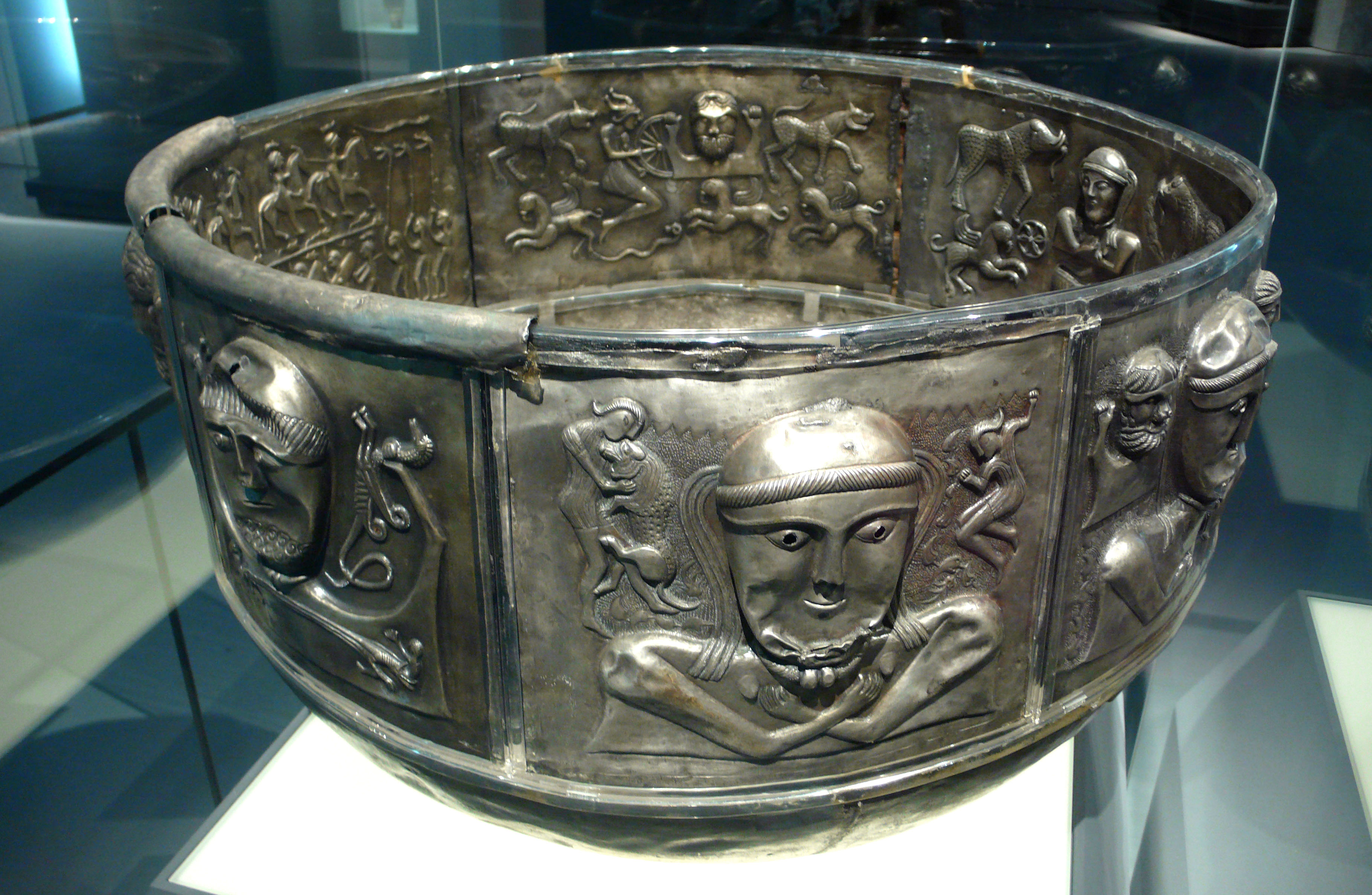
Il calderone di Gundestrup, oggi esposto al Museo nazionale danese a Copenaghen

Nel 298 a.C. alcune tribù celtiche raggiunsero i territori dell'odierna Bulgaria e si scontrarono contro le truppe del re macedone Cassandro I presso il monte Emo (monti Balcani). I macedoni vinsero la battaglia, ma ciò non arrestò l'avanzata dei celti. Molte comunità tracie, indebolite dall'occupazione macedone, caddero sotto il dominio celtico.
Nel 279 a.C. uno degli eserciti dei celti, guidato da Comontorius, attaccò la Tracia e riuscì nella conquista. Comontorius fondò il regno di Tylis nell'odierna Bulgaria orientale. Il moderno villaggio di Tulovo probabilmente riporta il nome di questo regno di durata relativamente breve. Le interazioni culturali tra i traci ed i celti sono testimoniate da svariati oggetti che contengono elementi di entrambe le culture, come il carro di Mezek e quasi certamente il calderone di Gundestrup. Tylis resse fino al 212 a.C., quando i traci riuscirono a riguadagnare la loro posizione di dominio nella regione ed il regno si dissolse. Alcune piccole bande di celti sopravvissero nella Bulgaria occidentale. Una di queste tribù erano i serdi, da cui proviene il nome di Serdica, l'antica designazione di Sofia. Anche se i celti rimasero nella penisola balcanica per più di un secolo, la loro influenza nella regione fu modesta. Verso la fine del III secolo a.C. apparve una nuova minaccia per le popolazioni della Tracia: l'impero romano.

### Il periodo romano

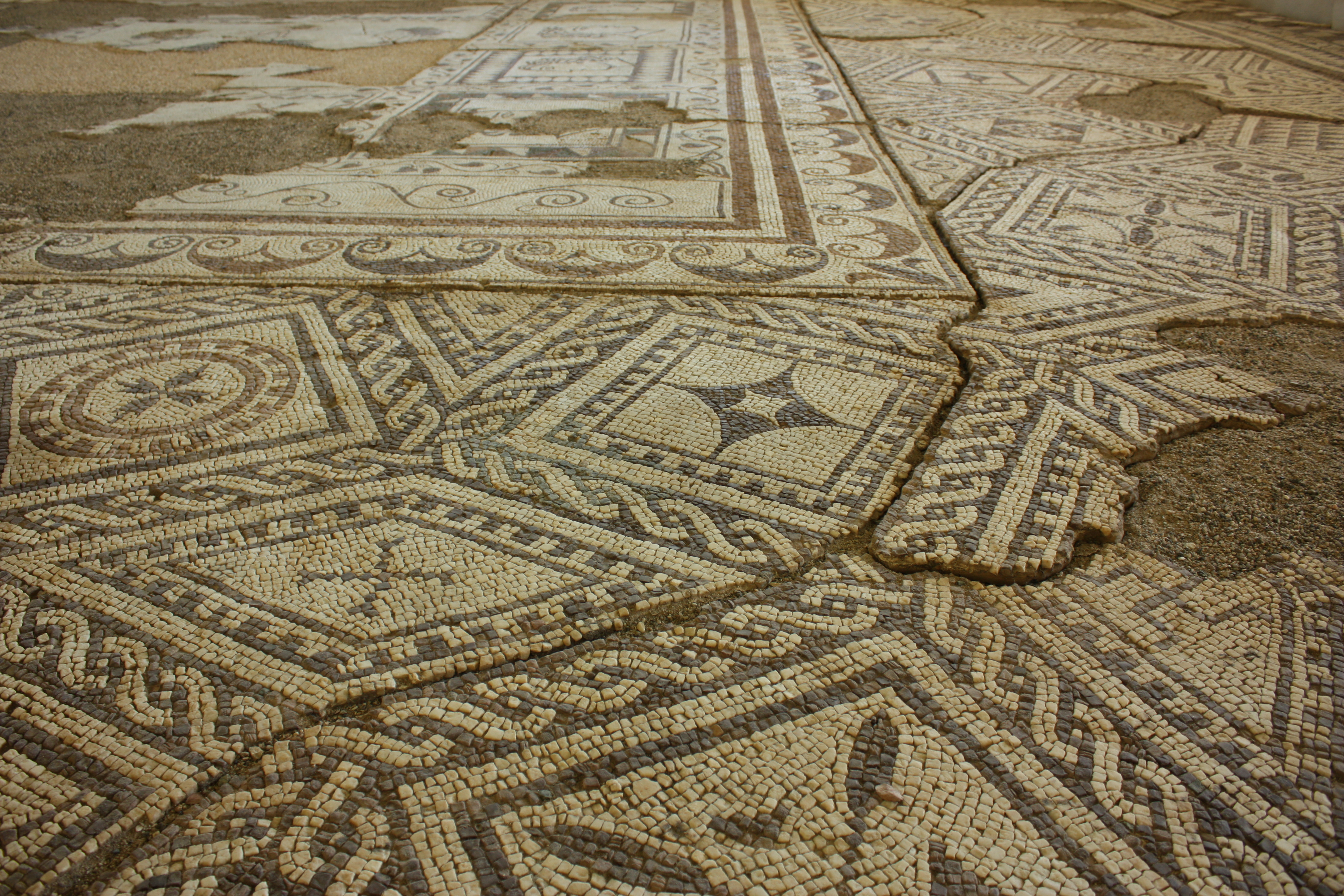
Mosaici romani a Villa Armira vicino ad Ivajlovgrad

Nel 188 a.C. i romani invasero la Tracia e la guerra di conquista continuò fino al 46 d.C. quando Roma ebbe finalmente il controllo totale della regione. Nel 46 d.C. i romani fondarono la provincia della Tracia. Nel IV secolo d.C. i traci avevano un'identità etnica composita, essendosi convertiti al cristianesimo ma mantenendo alcuni dei loro rituali pagani. I traco-romani divennero il gruppo etnico dominante della regione e crebbero anche tra le proprie file molti comandanti militari ed alcuni imperatori come Galerio e Costantino I. I centri urbani si svilupparono rapidamente, specialmente nei territori dell'odierna Sofia data l'abbondanza idrica. L'influsso di immigrati provenienti da ogni parte dell'imperi arricchì il panorama culturale locale; sono stati ritrovati templi dedicati ad Osiride e ad Iside anche sulla costa bulgara del Mar Nero.
Verso la fine del III secolo d.C. Diocleziano divise la Tracia in quattro province più piccole. In seguito durante il IV secolo d.C. un gruppo di goti raggiunsero la Bulgaria settentrionale e si stabilirono nella zona di Nicopolis ad Istrum. Fu qui che il vescovo goto Ulfila tradusse la Bibbia dal greco al gotico, creando l'alfabeto gotico. Fu il primo libro scritto in una lingua germanica, e per questa ragione Ulfila è stato nominato almeno da uno storico "il padre della letteratura germanica". A causa della natura rurale della popolazione locale, il controllo romano sulla popolazione rimase debole, Nel V secolo gli unni di Attila attaccarono i territori della Bulgaria odierna e saccheggiarono svariati insediamenti romani. Alla fine del VI secolo gli avari organizzavano incursioni regolari nella Bulgaria settentrionale, preludio all'arrivo in massa degli slavi.
Durante il VI secolo, la tradizionale cultura greco-romana era ancora influente, ma la filosofia e la cultura cristiana erano dominanti e cominciarono a sostituire la cultura precedente. A partire dal VII secolo il greco divenne la lingua predominante della struttura amministrativa, ecclesiastica e sociale dell'impero romano d'oriente sostituendo il latino.

## Medioevo

### Gli slavi
Gli slavi si espansero dalla loro terra d'origine (si pensa comunemente che si trovasse nell'Europa orientale) all'inizio del VI secolo d.C. e si diffusero sulla maggior parte dell'Europa orientale e centrale, compresi quasi tutti i Balcani, dividendosi poi in tre grandi gruppi: slavi meridionali, occidentali e orientali. Di questi gli slavi meridionali si stabilirono nel territorio oggi bulgaro durante il VI secolo.
La maggior parte dei traci era stata ellenizzata o romanizzata, e gli ultimi residui di popolo tracio sopravvissero in alcune aree remote fino al V secolo d.C. Una parte degli slavi meridionali li assimilò nella propria cultura, prima che l'élite proto-bulgara incorporasse questi popoli nel primo impero bulgaro.

### I proto-bulgari
I proto-bulgari erano una popolazione semi-nomadica, che provenendo dall'Asia centrale si stabilirono nel II secolo d.C. nelle steppe a nord del Caucaso, tra il Mar Caspio ed il Mar Nero sulle rive del fiume Volga (allora nominato Itil). Una parte di essi emigrarono prima sulle coste settentrionali del Mar Nero, dove fondarono la Grande Bulgaria, e quindi nella penisola balcanica, creando il primo impero bulgaro.
I proto-bulgari venivano governati da khan ereditari. Vi erano molte famiglie aristocratiche, i cui membri, che avevano titoli militari, formavano la classe governante. I proto-bulgari erano politeisti ma adoravano principalmente la loro suprema divinità Tangra.

### Grande Bulgaria

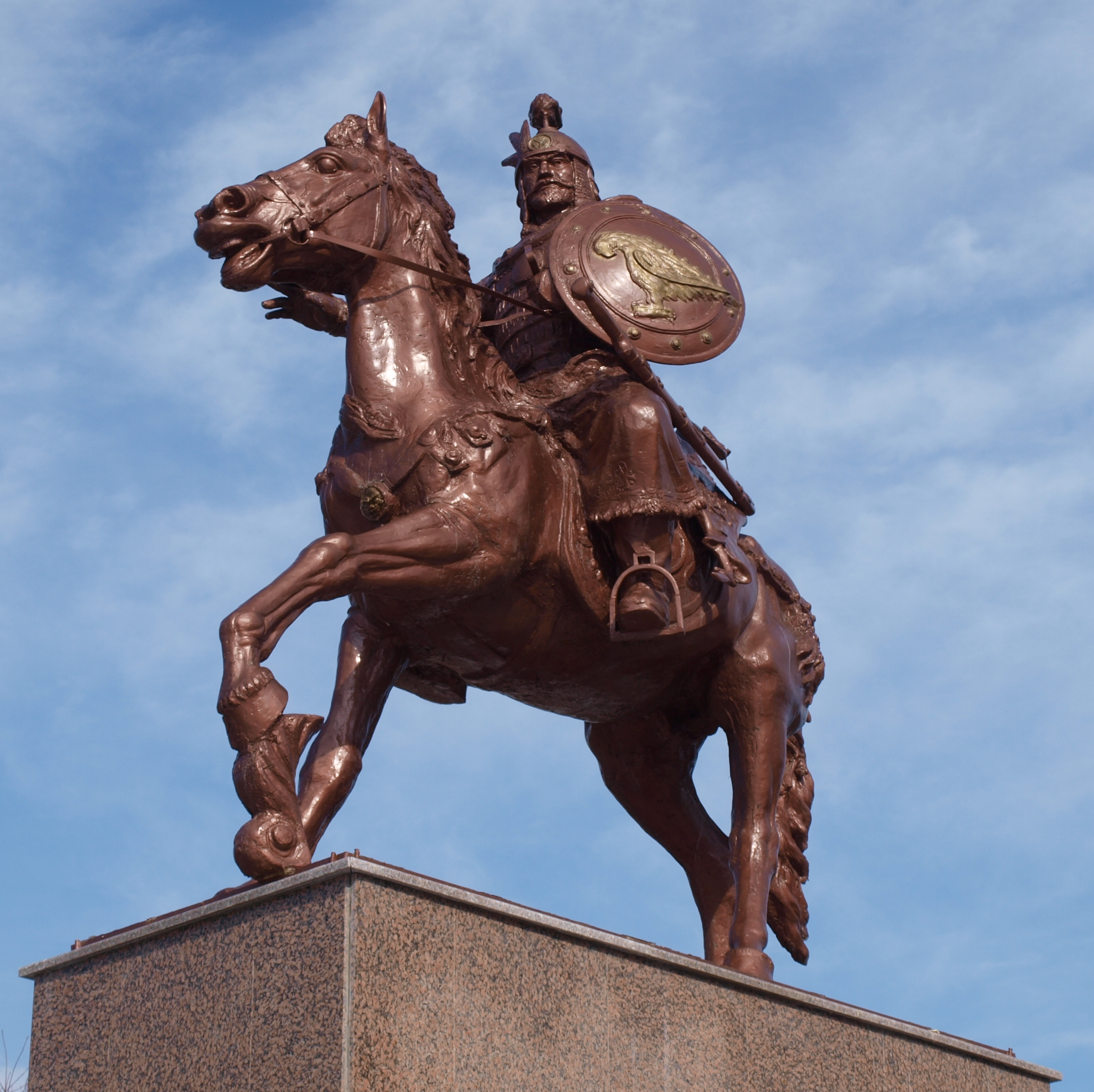
Monumento a Asparuch, a Strelča in Bulgaria.

La Grande Bulgaria, (626-650 d.C.)

Nel 632 il khan Kubrat unificò le tre maggiori tribù proto-bulgare: i kutrigur, gli utugur e gli onogonduri, formando così lo Stato che gli storici oggi chiamano Grande Bulgaria (noto anche come Onoguria). La Grande Bulgaria era situata tra il basso corso del fiume Danubio ad ovest, il mar Nero ed il mar d'Azov a sud, il fiume Kuban' ad est ed il fiume Donec a nord. La capitale era Fanagoria, situata sulle coste del mar d'Azov. Nel 635 Kubrat firmò un trattato di pace con l'imperatore bizantino Eraclio I, espandendo il regno proto-bulgaro nella penisola balcanica. In seguito a Kubrat fu conferito il titolo di patrizio da Eraclio. Il regno non riuscì a durare dopo la morte di Kubrat. Dopo numerose guerre contro i cazari, i proto-bulgari vennero definitivamente sconfitti, portando alla dissoluzione della Grande Bulgaria nella seconda metà del VII secolo, e la migrazione delle tribù proto-bulgare che vivevano al suo interno.
Uno dei successori del khan Kubrat, Kotrag guidò nove tribù proto-bulgare verso nord, lungo le rive del fiume Volga, fino alla confluenza col fiume Kama, nel territorio dell'odierna Russia alla fine del VII secolo, fondando il regno dei bulgari del Volga. Il regno che stabilirono divenne il centro commerciale e culturale dell'intera area settentrionale, data la sua posizione strategica per creare un monopolio nel commercio tra i popoli arabi, i norreni e gli avari. I bulgari del Volga furono i primi a sconfiggere le orde mongole e a proteggere l'Europa per svariati decenni, ma dopo numerose invasioni mongole il regno dei bulgari del Volga venne distrutto ed i suoi abitanti uccisi o venduti come schiavi in Asia. Alcune tribù bulgare si separarono e si diressero in Pannonia ed in Italia, a nord-ovest di Napoli, mentre altri bulgari cercarono rifugio con i Longobardi. Un altro gruppo di bulgari rimase nel territorio a nord del Mar Nero e del Mar d'Azov ma vennero presto sopraffatti dai cazari. Questi bulgari si convertirono all'ebraismo nel IX secolo, insieme ai cazari e vennero presto assimilati a quella popolazione.
Un'altra tribù bulgara, guidata dal khan Asparuh, fratello di Kotrag, si diresse ad ovest, occupando l'odierna Bessarabia meridionale. Dopo una guerra vittoriosa contro l'impero bizantino nel 680, il khanato di Asparuh conquistò la Mesia e la Dobrugia e venne riconosciuto come stato indipendente dal relativo trattato di pace firmato con i bizantini nel 681. Questa data viene riconosciuta come l'anno della fondazione della Bulgaria ed Asparuch viene considerato il primo sovrano bulgaro. Un'altra tribù bulgara, guidata dal fratello di Asparuh, Kuber si stabilì dapprima in Pannonia e poi si trasferì in Macedonia.

## Primo impero bulgaro

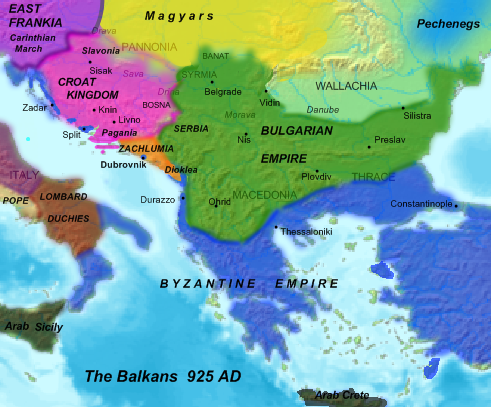
Il primo impero bulgaro alla massima espansione territoriale durante il regno dello zar Simeone

Durante il tardo impero romano le terre dell'attuale Bulgaria erano organizzate in varie province, la Scizia (Scythia Minor), la Mesia (Superiore e Inferiore), la Tracia, la Macedonia, la Dacia (Costiera e Interna) e la Dardania ed aveva una popolazione mista di traci, greci e daci, molti dei quali parlavano sia greco sia una parlata derivata dal latino. Varie ondate consecutive di popolazioni slave durante il VI ed il VII secolo portarono ad un cambio radicale della demografia della regione e ad una quasi completa "slavizzazione".
All'inizio dell'VIII secolo l'imperatore bizantino Giustiniano II chiese al khan bulgaro Tervel di formare un'unione contro gli arabi, che minacciavano di invadere l'impero da sud. Le forze unite sconfissero gli arabi ed il khan Tervel ricevette il titolo bizantino di "Cesare", inteso come immediatamente al di sotto di rango dell'imperatore, "Augusto". Sotto il khan guerriero Krum (802-814), la Bulgaria si espanse verso nord e verso sud, occupando le terre tra il medio Danubio e il fiume Moldava, ovvero l'intero territorio dell'attuale Romania, Sofia nell'809 ed Adrianopoli nell'813 e minacciando la stessa Costantinopoli. Il khan Krum promulgò una riforma legislativa per ridurre la povertà e rafforzare i legami sociali nel suo vasto Stato.
Durante il regno del khan Omurtag (814-831), il confini settentrionali con l'Impero franco vennero fissati sulle rive del corso medio del Danubio e magnifici palazzi, templi pagani, residenze dei governatori, fortezze, cittadelle terme e stazioni termali vennero costruiti nella capitale Pliska, soprattutto in pietra. Sotto il governo di Boris I (852-889) i bulgari divennero cristiani e il patriarca ecumenico di Costantinopoli si accordò per consentire un arcivescovato autonomo bulgaro a Pliska. Due missionari di Costantinopoli San Cirillo e San Metodio crearono e svilupparono l'alfabeto glagolitico, che venne adottato dall'Impero bulgaro intorno all'886. Lo sviluppo dell'alfabeto e la conseguente codificazione scritta della lingua bulgara antica diedero origine ad una ricca attività letteraria e culturale centrata sulla Scuola letteraria di Preslav e la Scuola di Ocrida, stabilite per ordine di Boris I nell'886.

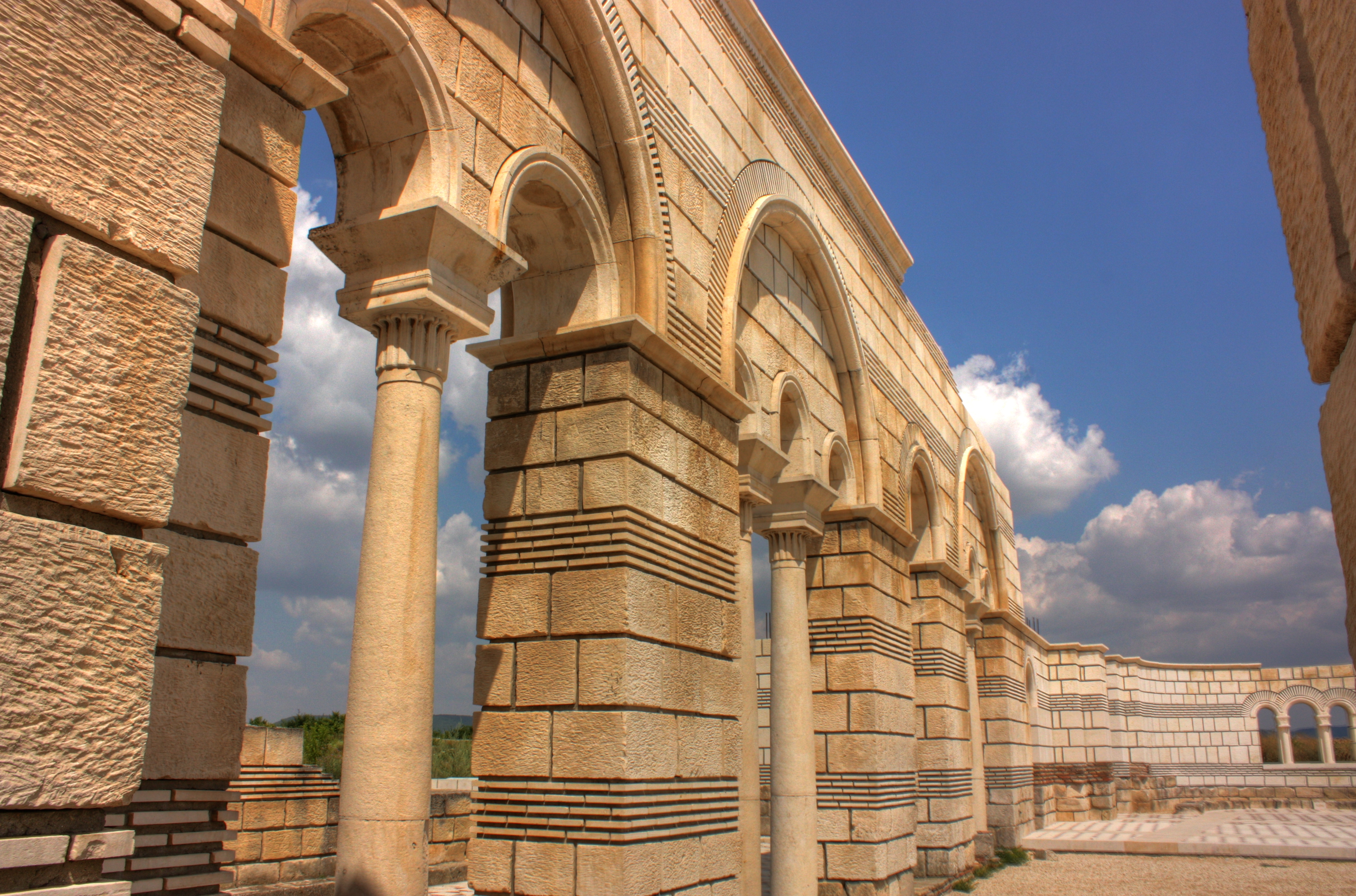
Le rovine (restaurate) di Pliska, capitale del primo impero bulgaro dal 680 all'838

All'inizio del IX secolo venne sviluppato un nuovo alfabeto, l'alfabeto cirillico, sulla base dell'alfabeto greco e del glagolitico corsivo alla Scuola di Preslav. Secondo altre versioni dei fatti il nuovo alfabeto venne creato alla Scuola di Ocrida da San Clemente di Ocrida, uno studioso bulgaro e discepolo dei santi Cirillo e Metodio. Tra la fine del IX secolo e l'inizio del X secolo, la Bulgaria si estese all'Epiro e alla Tessaglia al sud, alla Bosnia ad ovest e controllava l'intera Romania attuale a nord.
Uno Stato serbo nacque come dipendenza dell'Impero bulgaro. Sotto lo zar Simeone I, detto Simeone il Grande, che fu educato a Costantinopoli, la Bulgaria tornò ad essere una minaccia seria per l'Impero bizantino. Simeone mirava a prendere Costantinopoli e diventare imperatore sia dei bulgari sia dei greci e combatté una serie di guerre con i bizantini durante il suo lungo regno (893-927). Il confine meridionale alla fine del suo regno raggiungeva il Peloponneso rendendolo il più potente stato dell'Europa orientale in quel periodo. Simeone si proclamò "Zar dei bulgari e dei greci", un titolo che venne riconosciuto dal papa, ma naturalmente non dall'imperatore bizantino. Si raccontava che la nuova capitale Preslav potesse rivaleggiare con Costantinopoli,, mentre la nuova chiesa ortodossa bulgara indipendente divenne il primo nuovo patriarcato al di fuori della Pentarchia e le traduzioni bulgare dei testi cristiani si diffusero tra tutti i popoli slavi del periodo.
Dopo la morte di Simeone, la Bulgaria si ritrovò indebolita dalle continue guerre contro i croati, i magiari, i peceneghi ed i serbi, e dalla diffusione dell'eresia bogomila. Due attacchi consecutivi da parte della Rus' di Kiev e dell'impero bizantino ebbero come risultato la conquista della capitale Preslav da parte dell'esercito bizantino nel 971. Sotto la guida di Samuele, la Bulgaria riuscì in qualche modo a riprendersi da questi attacchì ed a conquistare la Serbia e la Duklja.

## La Bulgaria sotto il governo bizantino

Divisioni amministrative bizantine della penisola balcanica nel 1045

Nel 986, l'imperatore bizantino Basilio II intraprese una campagna per conquistare la Bulgaria. Dopo una guerra durata diversi decenni, inflisse una sconfitta decisiva ai bulgari nel 1014 e completò la propria campagna quattro anni dopo. Nel 1018, dell'ultimo zar bulgaro, Ivan Vladislav, la maggior parte della nobiltà bulgara scelse di unirsi all'impero romano d'oriente. La Bulgaria perse così la propria indipendenza e rimase assoggettata a Bisanzio per più di un secolo e mezzo. Con il collasso dello Stato, la chiesa bulgara ricadde sotto il dominio degli ecclesiasti bizantini, che ottennero il controllo dell'arcivescovato di Ocrida.
Non rimangono testimonianze di una resistenza bulgara su larga scala o di una qualche rivolta della popolazione o della nobiltà bulgara nel primo decennio dopo l'affermazione del dominio bizantino. Data l'esistenza di alcuni inconciliabili oppositori ai bizantini come Krakra, Nikulica, Dragaš e altri, sembra difficile spiegare una così apparente passività. Alcuni storici danno come spiegazione la conseguenza delle concessioni che Basilio II fece alla nobiltà bulgara per guadagnarsi la loro fedeltà. In primo luogo Basilio II garantì l'indivisibilità della Bulgaria all'interno dei precedenti confini geografici e non abolì ufficialmente il governo locale della nobiltà bulgara, che divenne parte dell'aristocrazia bizantina con i titoli di arconti e strateghi. In secondo luogo alcuni decreti di Basilio II riconobbero l'autocefalia dell'arcivescovato bulgaro di Ocrida e ne fissarono i confini, assicurando la continuità delle diocesi già esistenti al tempo di Samuele, le loro proprietà ed altri privilegi.
Dopo la morte di Basilio II, l'imperò entrò in un periodo di instabilità. Nel 1040 Peter Deljan organizzò una rivolta su larga scala, ma non riuscì a ristabilire lo Stato bulgaro e fu ucciso. In seguito il potere bizantino passò alla dinastia dei Comneni, che interruppe il periodo di profondo declino in cui versava l'impero. Durante questo periodo lo Stato bizantino godette di un secolo di stabilità e di progresso. Nel 1180 morì l'ultimo discendente della abile dinastia dei Comneni, Manuele I, e venne rimpiazzato dalla dinastia, relativamente incompetente, degli Angeli, permettendo ad alcuni nobili bulgari di organizzare una rivolta.

## Secondo impero bulgaro
Nel 1185 Pietro ed Asen, nobili di origine mista bulgara, cumana e valacca, guidarono una ribellione contro il governo bizantino e Pietro dichiarò se stesso zar con il nome di Pietro II (conosciuto anche come Teodoro Pietro o Pietro IV). L'anno seguente i bizantini furono costretti a riconoscere l'indipendenza della Bulgaria. Pietro si dichiarò "zar dei bulgari, dei greci e dei valacchi".

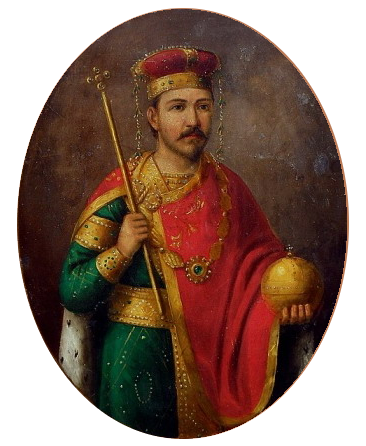
Ivan Asen II

Il risorto Stato bulgaro occupò i territori tra il Mar Nero, il Danubio ed i Monti Balcani, inclusa una parte della Macedonia orientale e la valle della Morava. Esercitava inoltre il proprio controllo sulla Valacchia e sulla Moldavia. Lo zar Kalojan (1197-1207) siglò un'unione con il papato, assicurandosi così il titolo di "rex", pur desiderando invece il riconoscimento di "imperatore o di "zar". Condusse diverse guerre contro l'Impero bizantino e (dopo il 1204) contro i cavalieri della quarta crociata, conquistando larga parte della Tracia e dei monti Rodopi, così come l'intera Macedonia. Nella battaglia di Adrianopoli nel 1205, Kalojan inflisse una dura sconfitta alle forze dell'impero latino e ne limitò così l'autorità già dal primo anno di esistenza. Il potere degli ungheresi e dei serbi evitò ulteriori espansioni significative ad ovest e a nord-ovest. Durante il regno di Ivan Asen II (1218-1241), la Bulgaria divenne di nuovo una potenza regionale, occupando Belgrado e l'attuale Albania. In un'iscrizione a Tărnovo nel 1230 egli intitolava se stesso "In Cristo il Signore Zar fedele e autocrate dei bulgari, figlio del vecchio Asen". Il patriarcato ortodosso bulgaro venne ripristinato nel 1235 con l'approvazione di tutti i patriarcati orientali, ponendo fine all'unione con il papato. Ivan Asen II aveva una reputazione di governante saggio e umano e diede l'avvio alle relazioni con l'occidente cattolico, specialmente con Venezia e Genova, per ridurre l'influenza dei bizantini sul proprio paese. Tărnovo divenne un importante centro religioso ed economico, una "terza Roma", a differenza di Costantinopoli, ormai in pieno declino. In modo simile a Simeone il Grande durante il primo impero, Ivan Asen II estese il territorio bulgaro fino alle coste dei tre mari intorno alla penisola balcanica (il mar Adriatico, il mar Egeo ed il mar Nero), annesse Medea, l'ultima delle fortezze prima delle mura di Costantinopoli e assediò senza successo la città nel 1235.
La potenza militare ed economica del paese cominciò a declinare dopo la fine della dinastia degli Asen nel 1257, in seguito a conflitti interni, ai continui attacchi dei bizantini e dei magiari ed alla dominazione mongola. Lo zar Teodoro Svetoslav (1300–1322) ristabilì il prestigio bulgaro durante il suo regno, ma solo temporaneamente. L'instabilità politica continuò ad aumentare e la Bulgaria cominciò a perdere gradualmente i propri territori. Questa situazione condusse ad una rivolta contadina, guidata dal porcaro Ivailo, che riuscì infine a sconfiggere le forze dello zar ed a salire al trono.

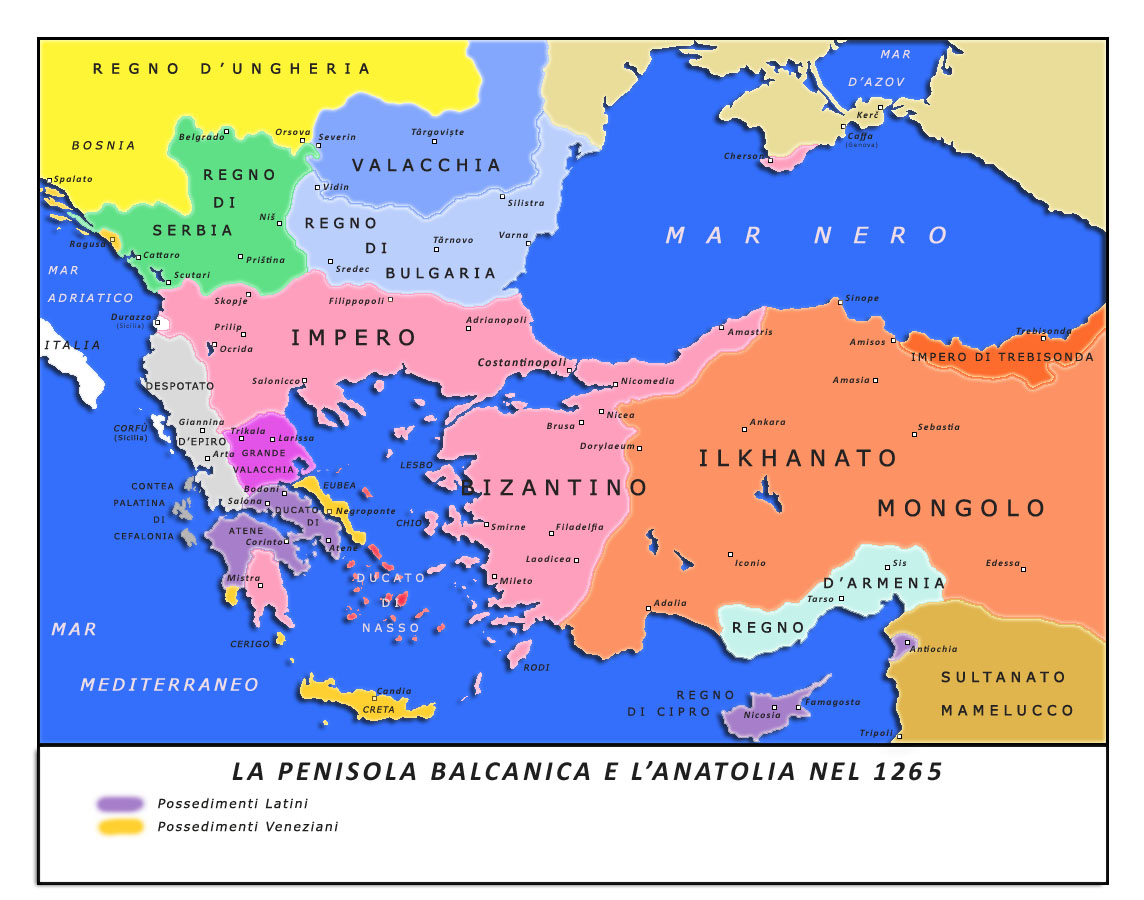
Il secondo impero bulgaro nel 1265

Ad ogni modo la Bulgaria indebolita del XIV secolo non aveva speranze contro la nuova minaccia proveniente da sud, i turchi ottomani, che sbarcarono per la prima volta in Europa nel 1354. Nel 1371 le divisioni faziose tra i boiardi e la diffusione del bogomilismo avevano distrutto l'unità del secondo impero bulgaro, che si divise in tre piccoli regni, il regno di Vidin, il regno di Tărnovo e il despotato di Dobrugia, più numerosi principati semi-indipendenti che si combattevano l'un l'altro, oltre che contro i bizantini, i magiari, i serbi, i veneziani ed i genovesi. Gli ottomani incontrarono una debole resistenza nella conquista di questi tre stati. Nel 1362 essi presero Filippopoli (l'odierna Plovdiv), e nel 1382 conquistarono Sofia. Gli ottomani quindi rivolsero le loro attenzioni verso i serbi, che sopraffecero nella battaglia di Kosovo Polje nel 1389. Nel 1393 occuparono Tărnovo dopo un assedio di tre mesi. Nel 1396 il Regno di Vidin venne occupato, ponendo definitivamente fine al secondo impero bulgaro.

## La Bulgaria sotto il governo ottomano
Nel 1393 i turchi ottomani conquistarono la città di Tărnovo, capitale del secondo impero bulgaro, dopo un assedio di tre mesi. Nel 1396 il regno di Vidin cadde dopo la sconfitta di una crociata cristiana nella battaglia di Nicopoli, dopo cui gli ottomani riuscirono a piegare definitivamente ogni resistenza bulgara e ad occupare il paese.
Fu organizzata quindi una crociata polacco-magiara comandata da Ladislao III di Polonia per liberare le terre bulgare e i Balcani nel 1444 ma i turchi emersero vittoriosi dalla battaglia di Varna.

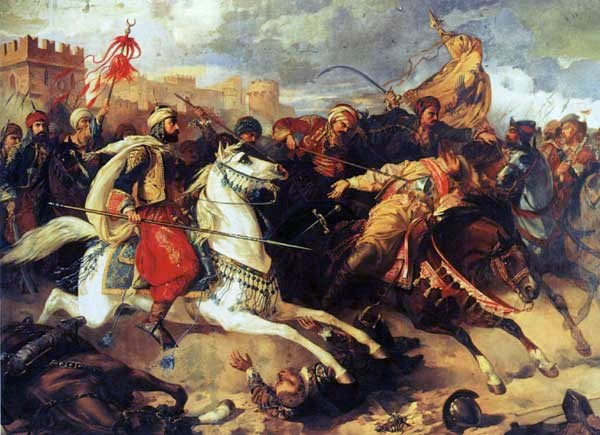
La battaglia di Varna di Stanisław Chlebowski

Le nuove autorità smantellarono le istituzioni bulgare e integrarono la chiesa bulgara originariamente indipendente nel patriarcato ecumenico di Costantinopoli (anche se un piccolo arcivescovato bulgaro indipendente sopravvisse ad Ocrida fino al gennaio 1767). Le autorità turche distrussero molte delle fortezze medievali bulgare per impedire future rivolte. Le città e le aree dove i turchi conquistarono il predominio rimasero gravemente sottopopolate fino al XIX secolo. Gli ottomani riorganizzarono i territori bulgari come il beilicato di Rumelia, governati da un beylerbey a Sofia. Questo territorio, che includeva la Mesia, la Tracia e la Macedonia, era suddiviso in vari sangiaccati (sancaklar), ognuno governato da un sancakbey facente campo al beylerbey. Una parte significativa del territorio conquistato venne distribuita fra coloro che servivano il sultano, i quali la ricevettero a titolo di feudo direttamente da lui. Questo tipo di terra non poteva essere venduta o ereditata, ma ritornava al sultano quando l'affidatario moriva. Il resto della terra venne organizzato in proprietà privata del sultano o della nobiltà ottomana, chiamata "mülk", e anche come base economica per le fondazioni religiose, chiamata "vakιf". I bulgari dovevano pagare regolarmente tasse multiple come una decima ("yuşur"), una tassa pro capite ("cizye"), una tassa sulla terra ("İspençe"), un'imposta sul commercio ed altre varie tasse raccolte irregolarmente, prodotti e corvée ("avariz").
Gli ottomani normalmente non richiesero ai cristiani di diventare musulmani, e sembravano eccezionalmente tolleranti riguardo alla chiesa. Ciò nonostante, ci sono stati molti casi di islamizzazioni forzate individuali o di massa, specialmente sui Rodopi. I bulgari che si convertirono all'Islam, chiamati pomacchi, pur rimanendo bulgarofoni, adottarono stili e costumi compatibili con l'Islam.. L'origine dei pomacchi rimane tuttavia fonte di dibattito. I non musulmani non potevano servire nell'esercito del sultano. Facevano eccezione alcuni gruppi di popolazioni con uno status specifico, generalmente utilizzate come truppe ausiliarie o di retroguardia, ed il famoso "tributo di bambini" conosciuto anche come "devşirme", con il quale ogni cinque bambini uno veniva preso per essere addestrato come guerriero dell'Impero. Questi ragazzi ricevevano un duro addestramento religioso e militare che li trasformava in un corpo d'élite al servizio del sultano. Essi formavano il corpo dei giannizzeri (yeni çeri o "forza nuova", in bulgaro яничари, janičari), un'unità dell'esercito ottomano.

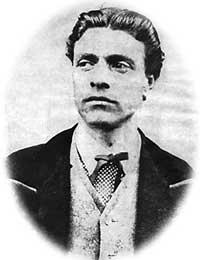
Vasil Levski (1837-1873), una delle figure chiave del movimento di liberazione bulgaro del XIX secolo ed eroe nazionale bulgaro

Il sistema ottomano cominciò a declinare nel XVII secolo ed alla fine del XVIII secolo era prossimo al collasso. Il controllo del governo centrale si era indebolito nel corso dei decenni e ciò aveva permesso ad un certo numero di possidenti ottomani di instaurare un controllo personale sulle diverse regioni dell'impero. Negli ultimi due decenni del XVIII e nei primi decenni del XIX secolo la penisola balcanica cadde preda di una sostanziale anarchia. La tradizione bulgara indica questo periodo come il kărdžalijstvo (in bulgaro: Кърджалийство), quando bande armate turche (in turco kırcali, in bulgaro кърджали, kărdžali) infestavano i territori bulgari. In svariate regioni, migliaia di contadini fuggirono dalle campagne nelle cittadine locali o (più comunemente) sui colli o nelle foreste; alcuni si trasferirono oltre il Danubio in Moldavia, Valacchia o nella Russia meridionale. Tali condizioni migliorarono in alcune zone nel XIX secolo. Alcune città come Gabrovo, Trjavna, Karlovo, Koprivštica, Loveč, Skopje, ebbero un periodo di prosperità. I contadini bulgari possedevano la terra che coltivavano, anche se ufficialmente apparteneva al sultano. Il XIX secolo apportò dei miglioramenti alle comunicazione, ai trasporti ed al commercio. La prima industria nelle terre bulgare aprì a Sliven nel 1834 e il primo sistema ferroviario cominciò la sua attività (tra Ruse e Varna) il 7 novembre 1866.

### Il Risorgimento
Il declino delle autorità ottomane permise una graduale rinascita della cultura bulgara, che divenne una componente principale dell'ideologia di liberazione nazionale. Il nazionalismo bulgaro emerse nel primo XIX secolo sotto l'influenza delle idee occidentali come liberalismo e nazionalismo, che fecero il loro ingresso nel paese dopo la Rivoluzione francese, soprattutto attraverso la Grecia. La rivolta greca contro gli ottomani, che ebbe inizio nel 1821, influenzò anche la piccola classe medio-alta bulgara. Ma l'influenza greca era limitata dal generale risentimento bulgaro per il controllo greco sulla chiesa bulgara, e fu più che altro il desiderio di ridare vita ad una chiesa bulgara indipendente che risvegliò il sentimento nazionalistico bulgaro. Nel 1870 venne creato un esarcato bulgaro con un editto del sultano ed il primo esarca bulgaro, Antim I, divenne il leader naturale della nazione emergente. Il patriarca ecumenico di Costantinopoli reagì scomunicando l'esarca bulgaro, fatto che rinforzò il desiderio bulgaro dell'indipendenza. La lotta per la liberazione politica dall'impero ottomano emerse con la formazione del Comitato Centrale Rivoluzionario Bulgaro e dell'Organizzazione Rivoluzionaria Interna, organizzazioni guidate da rivoluzionari liberali quali Vasil Levski, Hristo Botev e Ljuben Karavelov.
Nell'aprile del 1876 i bulgari diedero inizio alla Rivolta d'aprile. La rivolta era organizzata poveramente e cominciò prima della data pianificata. Era confinata soprattutto nella regione di Plovdiv anche se alcuni distretti della Bulgaria settentrionale, in Macedonia e nell'area di Sliven vi presero parte. La rivolta venne repressa crudelmente dagli ottomani, nella fattispecie dalle truppe irregolari turche (i basci-buzuk). Numerosi villaggi vennero saccheggiati e decine di migliaia di persone vennero massacrate, la maggior parte delle quali nelle città ribelli di Batak, Peruštica e Bracigovo, nell'area di Plovdiv. I massacri sollevarono un'ampia reazione pubblica di sdegno, guidata da liberali europei come William Gladstone, che lanciò una campagna contro gli "orrori bulgari". La campagna venne sostenuta da numerosi intellettuali europei. La reazione più forte venne, comunque, dalla Russia. L'enorme risonanza pubblica che era stata causata dalla rivolta d'aprile in Europa provocò la Conferenza di Costantinopoli (1876-1877) indetta dalle Grandi Potenze, ed il rifiuto ottomano di implementare le decisioni prese nella conferenza diede ai russi la possibilità a lungo attesa di realizzare i loro obiettivi nei confronti dell'Impero ottomano. Avendo in ballo la propria reputazione, l'impero russo non aveva altra scelta che dichiarare guerra agli ottomani nell'aprile del 1877. L'esercito rumeno e un piccolo contingente di esuli bulgari combatterono insieme all'esercito russo in avanzamento. La coalizione fu capace di infliggere una sconfitta definitiva agli ottomani nella battaglia del passo di Šipka e nella battaglia di Pleven, e, nel gennaio 1878 avevano già liberato molte terre bulgare.

## La Bulgaria indipendente - il terzo Stato bulgaro

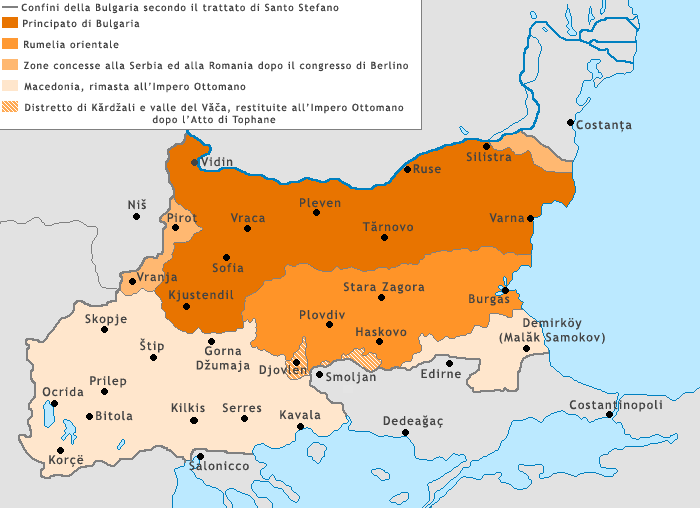
Confini della Bulgaria secondo il trattato di Santo Stefano e il seguente trattato di Berlino

Il trattato di Santo Stefano, firmato il 3 marzo 1878, assicurava l'indipendenza di un principato di Bulgaria, che si estendeva sul territorio del secondo impero bulgaro, ovvero le regioni geografiche della Mesia, della Tracia e della Macedonia anche se lo Stato sarebbe stato de jure solo autonomo ma de facto funzionalmente indipendente.
Tuttavia, al fine di preservare l'equilibrio in Europa e temendo lo stabilirsi di un grande stato cliente della Russia nei Balcani, le altre potenze europee erano riluttanti ad accettare il trattato. Come risultato il Trattato di Berlino (1878), sotto la supervisione di Otto von Bismarck della Germania e Benjamin Disraeli della Gran Bretagna, rivide il precedente trattato e ridimensionò lo Stato bulgaro proposto. Venne creato un principato autonomo di Bulgaria, tra il Danubio e la catena dei Monti Balcani, con la sua sede alla vecchia capitale di Veliko Tărnovo, ed inclusa Sofia. Questo Stato doveva rimanere sotto la sovranità nominale ottomana ma essere materialmente governato da un principe eletto da un congresso di notabili bulgari e approvato dalle potenze europee. I due promulgatori del trattato insistettero affinché il principe non fosse russo, ma in compromesso venne scelto il principe Alessandro di Battenberg, un nipote dello zar Alessandro II. Venne creata inoltre una provincia autonoma ottomana, chiamata Rumelia orientale, a sud della catena dei Monti Balcani. Questa revisione lasciò una notevole parte della popolazione etnicamente bulgara al di fuori dei confini del nuovo paese, e ridefinì la politica militarista bulgara negli affari esteri e la sua partecipazione in quattro differenti guerre nella prima metà del XX secolo. Nel 1885 la Rumelia orientale insorse e dichiarò l'unione con il principato autonomo bulgaro. Grecia e Serbia non gradirono un ampliamento dello stato bulgaro non compensato da propri vantaggi territoriali e la Serbia dichiarò guerra alla Bulgaria (Herbert von Bismarck, nipote di Otto, dichiarò che si sarebbe risolta con un indennizzo pagato alla Serbia in maiali). Contro tutte le attese l'esercito bulgaro, privato degli ufficiali russi ritirati da Alessandro III, riuscì a prevalere a Slivnica. Un vigoroso intervento diplomatico austriaco pose fine al conflitto. La guerra ebbe come risultato l'unificazione del governatorato autonomo ottomano della Rumelia orientale al principato autonomo di Bulgaria.
La Bulgaria emerse dal dominio turco come un paese agricolo e sottosviluppato, con una scarsissima presenza industriale e con le proprie risorse naturali esaurite. La maggior parte della terra era di proprietà di piccoli agricoltori, ed i contadini comprendevano l'80% di una popolazione di 3,8 milioni di abitanti nel 1900. Il ruralismo era la filosofia politica dominante nelle campagne e i contadini organizzarono un movimento indipendente da ogni partito già esistente. Nel 1899 fu fondata l'Unione agraria bulgara, riunendo insieme intellettuali rurali, con insegnanti e contadini ambiziosi. L'unione agraria promosse pratiche agricole moderne, così come l'educazione elementare. Il governo promosse la modernizzazione, con un'enfasi speciale sull'istituzione di una rete di scuole elementari e secondarie. Nel 1910 erano state istituite 4.800 scuole elementari, 330 licei, 27 scuole superiori e 113 scuole professionali.
Dal 1878 al 1933, la Francia fondò numerose biblioteche, istituti di ricerca e scuole cattoliche in tutta la Bulgaria. Nel 1888 fu fondata la prima università. Fu nominata Università di Sofia nel 1904, quando la facoltà di storia e filosofia, la facoltà di fisica e matematica e la facoltà di giurisprudenza cominciarono a fornire impiegati statali per gli uffici del governo nazionale e locale. Divenne presto il centro delle influenze intellettuali, filosofiche e teologiche russe e tedesche. Il primo decennio del secolo vide una prosperità in aumento, con una crescita della popolazione urbana. La capitale, Sofia, cresceva con un fattore del 600%, dai 20.000 abitanti del 1878 ai 120.000 nel 1912, principalmente ex contadini che provenivano dai villaggi rurali per diventare operai, commercianti e artigiani. I macedoni utilizzarono i territori bulgari come base, a partire dal 1894, per muovere le agitazioni a favore dell'indipendenza dall'impero ottomano. Nel 1903 scoppiò una rivolta macedone malamente organizzata, che fu brutalmente soppressa e portò alla fuga di decine di migliaia di rifugiati macedoni in Bulgaria.

### Guerre balcaniche

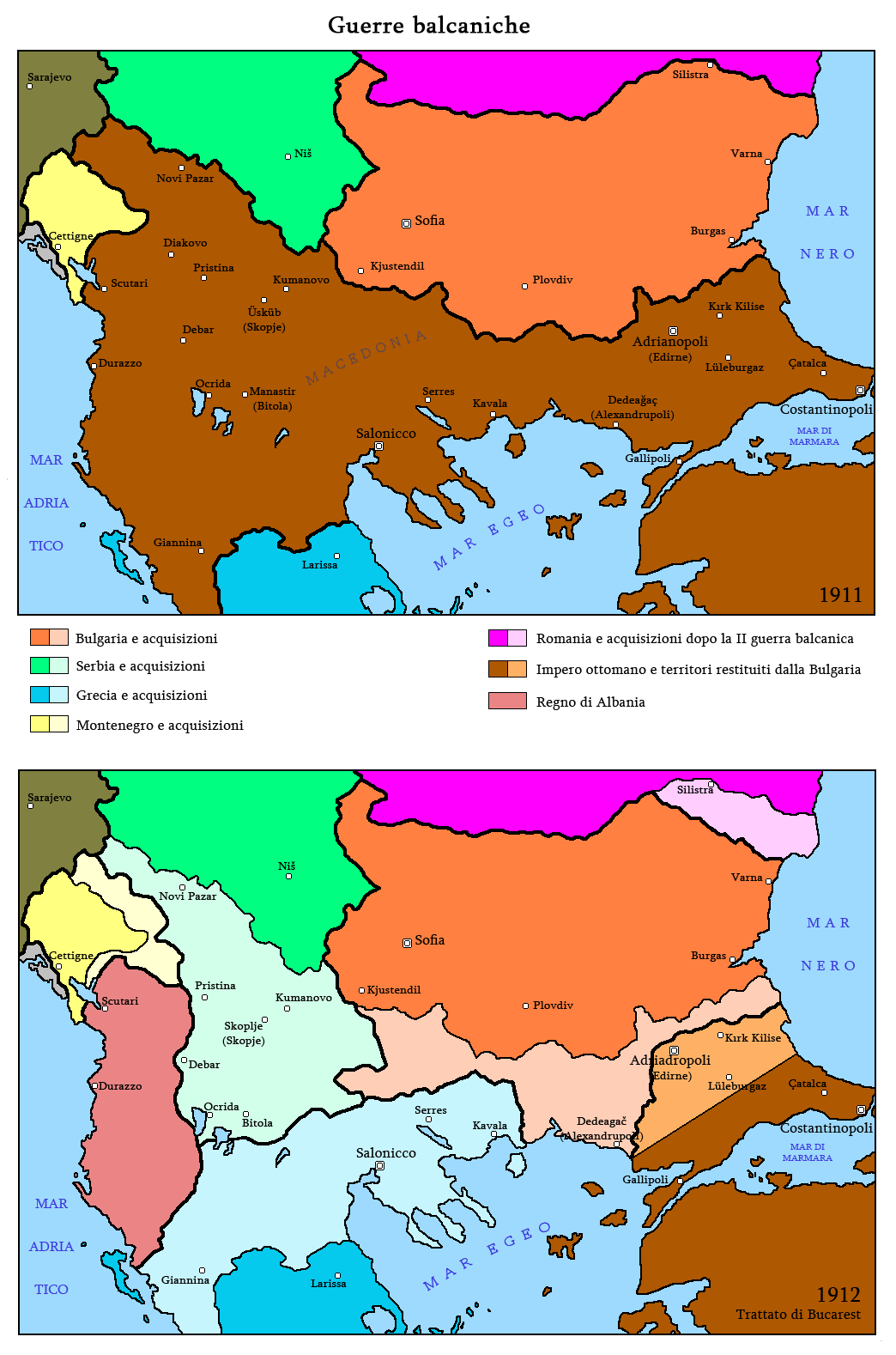
Confini prima e dopo le guerre balcaniche

Negli anni immediatamente successivi al raggiungimento dell'indipendenza la Bulgaria si stava militarizzando velocemente e veniva spesso chiamata con l'appellativo di "Prussia dei Balcani", riguardo al suo desiderio di rivedere la situazione del trattato di Berlino per mezzo di interventi militari.
La suddivisione dei territori balcanici operata dalle Grandi Potenze senza un preciso riguardo per la composizione etnica dei luoghi portò ad un'ondata di malcontento non solo in Bulgaria, ma anche nei paesi confinanti. Nel 1911 il primo ministro nazionalista Ivan Gešov formò un'alleanza con la Grecia e la Serbia per sferrare un attacco congiunto contro l'impero ottomano e rivedere gli accordi esistenti secondo i confini etnici. Nel febbraio 1912 venne firmato un trattato segreto tra la Bulgaria e la Serbia e nel maggio 1912 un trattato simile con la Grecia. Anche il Montenegro venne inserito nel patto. I trattati prevedevano la spartizione della Macedonia e della Tracia tra gli alleati, anche se le linee della spartizione vennero lasciate pericolosamente vaghe. Dopo che gli ottomani ebbero rifiutato di concedere le riforme richieste nelle aree in questione, scoppiò la prima guerra balcanica nell'ottobre del 1912, nel periodo in cui i turchi erano militarmente occupati in una guerra contro il Regno d'Italia in Libia. Gli alleati sconfissero facilmente le truppe ottomane e presero il controllo della maggior parte dei territori europei dell'impero ottomano.
La Bulgaria subì le perdite più numerose fra gli alleati e a causa di questo pretendeva la parte maggiore delle terre conquistate. Le altre due potenze si opposero a questa richiesta, in particolare i serbi, e rifiutarono di lasciare dei territori che avevano occupato nella Macedonia settentrionale (cioè più o meno il territorio corrispondente all'odierna Repubblica di Macedonia), affermando che gli accordi pre-bellici sulla Macedonia andassero rivisti in quanto l'esercito bulgaro, al contrario di quanto promesso, non era stato in grado di catturare Adrianopoli senza l'aiuto serbo. Per questo motivo, in alcuni circoli bulgari si sviluppò una forte corrente a favore di una guerra contro la Serbia e la Grecia per questa questione.
Nel giugno 1913 la Serbia e la Grecia formarono una nuova alleanza contro la Bulgaria. Il primo ministro serbo, Nikola Pašić, offrì alla Grecia la Tracia se avesse aiutato la Serbia a tenere lontana la Bulgaria dalla Macedonia, ed il primo ministro greco Eleutherios Venizelos acconsentì. Prendendo ciò come una violazione degli accordi precedenti, e discretamente spinto dalla Germania e dall'Austria-Ungheria, lo zar bulgaro Ferdinando I di Bulgaria dichiarò guerra alla Serbia ed alla Grecia e l'esercito bulgaro attaccò il 29 giugno, dando inizio alla seconda guerra balcanica (nota in bulgaro come междусъюзническа война, meždusăjuzničeska vojna, "guerra tra alleati"). All'inizio le forze serbe e greche furono costrette a ritirarsi sul confine occidentale, ma presto riuscirono a ribaltare la situazione e a costringere la Bulgaria al ritiro. I combattimenti furono molto duri, con molte perdite, specialmente nella battaglia di Bregalnica. Non molto dopo anche la Romania entrò in guerra e attaccò la Bulgaria dal nord.
Anche l'impero ottomano attaccò dal sud-est, intravedendo la possibilità di recuperare almeno parte dei territori perduti. La guerra era definitivamente persa per la Bulgaria, che doveva rinunciare alla maggior parte delle pretese sulla Macedonia a favore della Serbia e della Grecia, mentre gli ottomani ripresero Adrianopoli. La Romania conquistò invece la Dobrugia meridionale. Le due guerre balcaniche avevano destabilizzato seriamente lo Stato bulgaro, arrestandone la continua crescita economica e provocando 58.000 morti e più di 100.000 feriti. Ad ogni modo la spinta revanscista per recuperare il territorio macedone rimase estremamente potente.

### Prima guerra mondiale

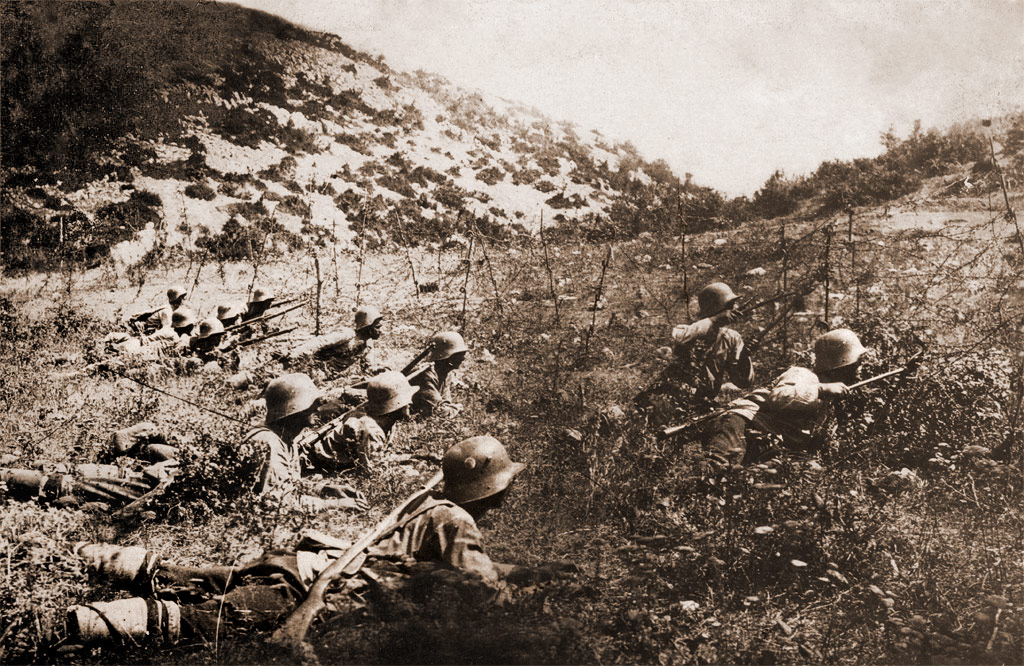
Soldati bulgari tagliano il filo spinato nemico e si preparano ad avanzare, probabilmente nel 1917

In seguito alle guerre balcaniche, l'opinione pubblica bulgara si mise contro la Russia e le potenze occidentali, poiché si riteneva che queste non avessero fatto niente per aiutare la Bulgaria. Il governo di Vasil Radoslavov allineò la nazione con l'Impero tedesco e l'Austria-Ungheria, anche se ciò significava diventare un alleato degli ottomani, i tradizionali nemici della Bulgaria. Ma in quel momento non c'era nessuna rivendicazione contro gli ottomani mentre la Serbia, la Grecia e la Romania (alleate di Francia e Gran Bretagna) controllavano delle terre percepite ancora come bulgare.

Regno di Bulgaria (1915)

La Bulgaria si tenne fuori dal conflitto durante il primo anno della prima guerra mondiale, mentre recuperava forze dalle guerre balcaniche. La Germania e l'Austria-Ungheria compresero che avevano bisogno del sostegno militare bulgaro per sconfiggere militarmente la Serbia, per poter aprire nuove linee di rifornimento tra la Turchia e la Germania e per rinforzare il fronte orientale contro la Russia. La Bulgaria fece pressione per ottenere maggiori acquisizioni territoriali, nella fattispecie la regione della Macedonia, per la quale l'impero austro-ungarico era riluttante a cedere, finché non intervenne il governo di Berlino. La Bulgaria intrattenne dei negoziati anche con gli Alleati, che offrirono compensazioni minori. Lo zar decise perciò di entrare in guerra a fianco dell'impero tedesco e dell'impero austro-ungarico e firmò con i due governi un'alleanza nel settembre 1915, insieme con uno speciale accordo bulgaro turco, che presupponeva che la Bulgaria avrebbe dominato i Balcani dopo la guerra. In seguito a ciò la Bulgaria, che possedeva l'esercito più grande dei Balcani, dichiarò guerra alla Serbia nell'ottobre 1915. La Gran Bretagna, la Francia e l'Italia dichiararono quindi guerra alla Bulgaria.
Alleata della Germania, dell'Austria-Ungheria e dell'Impero ottomano, la Bulgaria ebbe la meglio sulla Serbia e la Romania, occupando la maggior parte della Macedonia (prendendo Skopje in ottobre), avanzando nella Macedonia greca e sottraendo la Dobrugia alla Romania nel settembre del 1916. In questo modo la Serbia fu conquistata ed estromessa dalla guerra, mentre la Turchia fu temporaneamente salvata dal collasso. Nel 1917 la Bulgaria mise in campo più di un quarto della sua popolazione di 4,5 milioni di abitanti, in un esercito di 1.200.000 effettivi, ed inflisse pesanti perdite alla Gran Bretagna (battaglia di Doiran), alla Francia (battaglia di Monastir), all'impero russo (battaglia di Dobrič) e al Regno di Romania (battaglia di Turtucaia).
La guerra divenne tuttavia presto impopolare tra la maggior parte dei bulgari, che soffrivano grandi ristrettezze economiche e inoltre non gradivano combattere altri cristiani ortodossi ed essere alleati degli ottomani musulmani. Il leader del Partito Agrario, Aleksandăr Stambolijski, venne imprigionato per la sua opposizione alla guerra. La rivoluzione russa del febbraio del 1917 ebbe un grande effetto in Bulgaria, diffondendo sentimenti antibellici e antimonarchici tra le truppe e nelle città. A giugno il governo di Radoslavov si dimise. Si ebbero molti ammutinamenti nell'esercito e Stambolijski venne rilasciato.

### Periodo interbellico

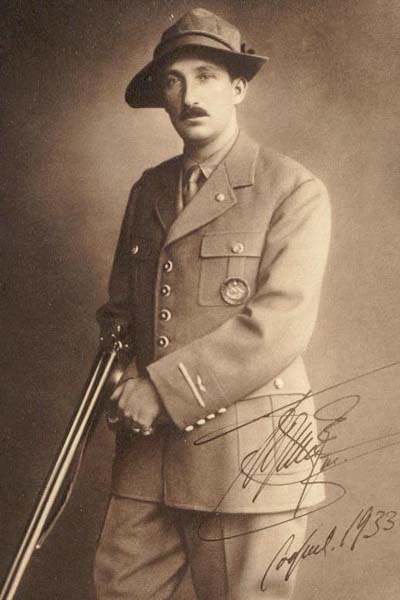
Boris III nel 1933

Nel settembre 1918 lo zar Ferdinando I abdicò in favore del figlio Boris III per mitigare le tendenze rivoluzionarie antimonarchiche. Con il Trattato di Neuilly (novembre 1919) la Bulgaria cedette la costa egea alla Grecia, riconobbe l'esistenza del Regno dei Serbi, dei Croati e degli Sloveni (in seguito Jugoslavia) e cedette al nuovo Stato tutto il territorio macedone acquisito durante la guerra, e restituì la Dobrugia alla Romania. Il paese dovette ridurre il proprio esercito a non più di 22.000 effettivi e ripagare le riparazioni di guerra, una cifra superiore ai 400 milioni di dollari. I bulgari si riferiscono generalmente ai risultati di questo trattato come la "seconda catastrofe nazionale".
Alle elezioni del marzo 1920 l'Unione Nazionale Agraria Bulgara guadagnò una notevole maggioranza e Aleksandăr Stambolijski formò il primo governo contadino della Bulgaria. Dovette affrontare enormi problemi sociali, ma riuscì ad implementare molte riforme, nonostante l'opposizione della classe media e di quella alta, dei proprietari terrieri e degli ufficiali dell'esercito rimanesse molto forte. Nel marzo del 1923 Stambolijski firmò un accordo con il Regno dei Serbi, dei Croati e degli Sloveni riconoscendo le nuove frontiere e impegnandosi a sopprimere l'Organizzazione Rivoluzionaria Interna Macedone (VMRO), che fomentava una guerra per riconquistare la Macedonia dal neonato Stato. Questo accordo causò una reazione nazionalista ed il successivo colpo di Stato del 9 giugno 1923, in cui Stambolijski fu assassinato. Prese quindi il potere un governo di estrema destra guidato da Aleksandăr Cankov, sostenuto dall'esercito e dal VMRO, iniziò una violenta repressione contro gli agrari ed i comunisti. Nel 1926, dopo l'incidente di Petrič, lo zar convinse Cankov a dimettersi, e si insediò un governo più moderato sotto la guida di Andrej Ljapčev che proclamò un'amnistia, anche se il partito comunista rimase bandito.
Un'alleanza popolare, inclusi i riorganizzati agrari, vinse le elezioni del 1931 con il nome di "Blocco Popolare". Nel maggio 1934 ebbe luogo un altro colpo di Stato che tolse il potere al Blocco Popolare e instaurò un regime militare autoritario, guidato da Kimon Georgiev. Un anno dopo lo zar Boris III riuscì a togliere a sua volta il potere al regime militare, restaurando una forma di governo parlamentare (senza ristabilire però i partiti politici) sotto il suo stretto controllo. Il regime dello zar si proclamò neutrale, ma gradualmente la Bulgaria cominciò a gravitare intorno all'alleanza con la Germania nazista e l'Italia fascista.

### Seconda guerra mondiale

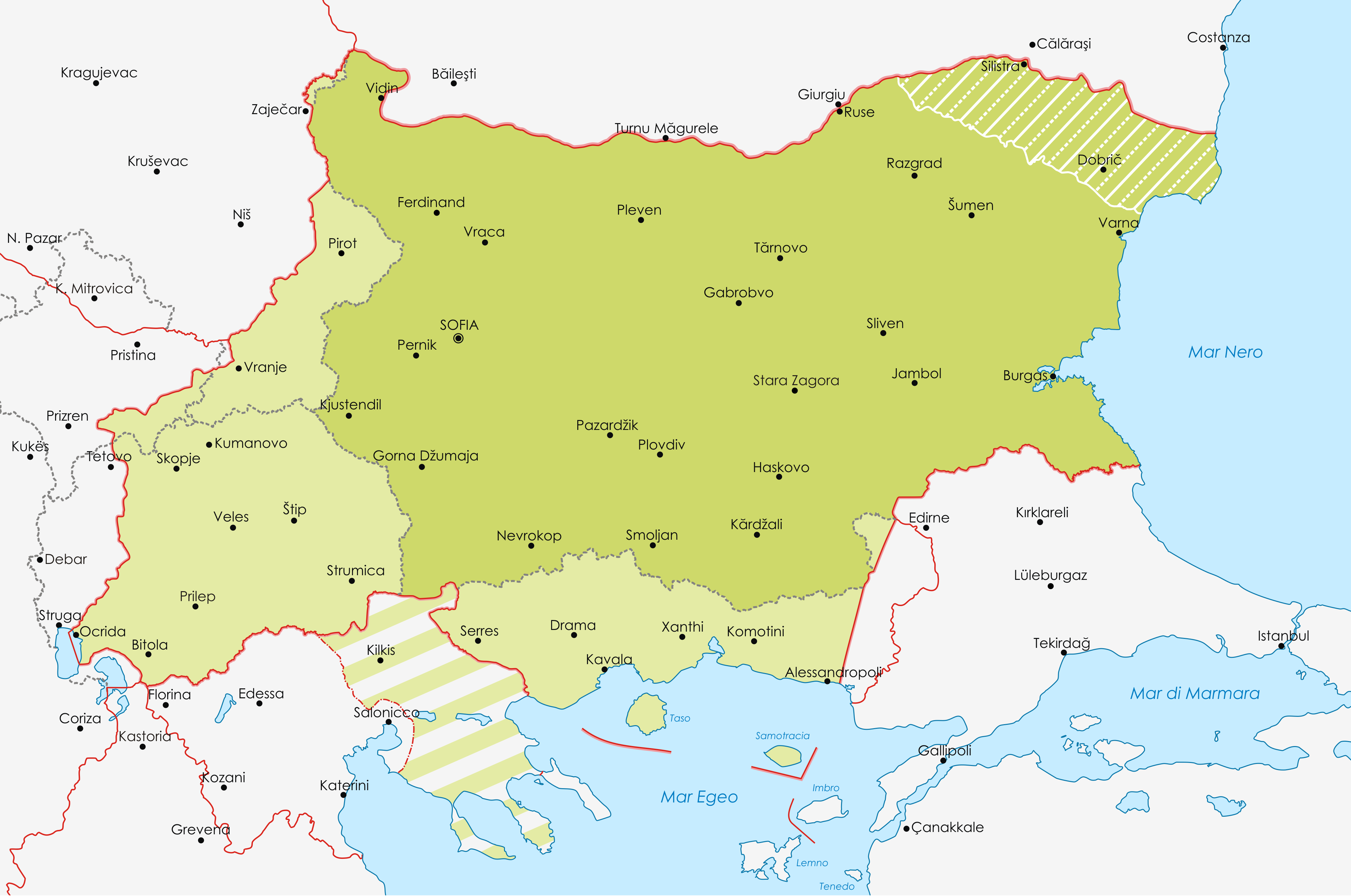
Acquisizioni territoriali della Bulgaria durante la seconda guerra mondiale

Allo scoppio della seconda guerra mondiale nel 1939, il governo del regno di Bulgaria guidato da Bogdan Filov dichiarò la propria neutralità, determinato a mantenerla fino alla fine della guerra, ma mirava ancora a riprendere il controllo delle zone con una popolazione etnicamente bulgara significativa, che venivano considerate "occupate" dai paesi confinanti dopo le guerre balcaniche e la prima guerra mondiale, e sperava in conclusioni diplomatiche senza bisogno di azioni di forza. Era tuttavia chiaro che la posizione geopolitica centrale del paese nei Balcani avrebbe inevitabilmente portato ad una pressione esterna molto forte da entrambe le parti durante la guerra. La Turchia aveva firmato un patto di non aggressione con la Bulgaria.
La Bulgaria riuscì a negoziare la restituzione della Dobrugia meridionale, facente parte del Regno di Romania dal 1913, con il trattato di Craiova del 7 settembre 1940, sostenuto dalle potenze dell'Asse, che rafforzò le speranze dei bulgari per la soluzione dei problemi territoriali senza un coinvolgimento diretto nella guerra. Ad ogni modo, la Bulgaria fu costretta ad unirsi alle potenze dell'Asse nel 1941, quando le truppe tedesche, che si stavano preparando ad invadere la Grecia, raggiunsero i confini bulgari con la Romania e chiesero l'autorizzazione a passare attraverso il territorio bulgaro. Dietro la minaccia di un confronto militare diretto, lo zar Boris III si ritrovò senza altra scelta che unirsi al blocco fascista, atto reso ufficiale il 1º marzo 1941. Si ebbe una scarsa opposizione da parte del popolo, dato che l'Unione Sovietica aveva stretto un patto di non aggressione con la Germania. Tuttavia il re si rifiutò di consegnare gli ebrei bulgari nelle mani dei nazisti, salvando più di 50.000 vite, lasciando tuttavia che i nazisti rastrellassero la popolazione ebraica nei territori da poco acquisiti dalla Grecia e dalla Jugoslavia.
La Bulgaria decise di non partecipare all'invasione nazista dell'Unione Sovietica, che ebbe inizio il 22 giugno 1941, e si rifiutò di dichiarare guerra all'Unione Sovietica. Tuttavia, nonostante la mancanza di una dichiarazione ufficiale di guerra da ambo le parti, la marina militare bulgara fu coinvolta in numerose schermaglie con la flotta sovietica del Mar Nero, che attaccò in svariate occasioni le navi bulgare. Inoltre le forze armate bulgare che presidiavano diversi territori della penisola balcanica si scontrarono con vari gruppi di resistenza organizzata. Il governo bulgaro fu costretto dai nazisti a dichiarare nominalmente guerra al Regno Unito ed agli Stati Uniti d'America il 13 dicembre 1941, un atto che portò a svariati bombardamenti di Sofia e di altre città bulgare da parte delle forze aeree alleate.
Il 23 agosto 1944, la Romania lasciò le potenze dell'Asse e dichiarò guerra alla Germania, permettendo alle forze armate sovietiche di attraversare il proprio territorio per raggiungere la Bulgaria. Il 5 settembre 1944 l'Unione Sovietica dichiarò guerra alla Bulgaria e la invase. Nell'arco di tre giorni i sovietici occuparono la zona nordorientale del paese, incluse le città portuali di Varna e Burgas. Sempre il 5 settembre dello stesso anno, la Bulgaria dichiarò guerra alla Germania nazista, ritrovandosi in guerra contro entrambe le parti per un breve periodo di tempo. All'esercito bulgaro fu ordinato di non opporre alcuna resistenza ai sovietici. Il 9 settembre 1944 con un colpo di Stato fu rovesciato il governo del primo ministro Konstantin Muraviev e sostituito con un governo formato dal Fronte della Patria e guidato da Kimon Georgiev. Il 16 settembre 1944 l'Armata Rossa entrò a Sofia. L'esercito bulgaro si scontrò più volte vittoriosamente con la Settima Divisione Volontaria Montana "Prinz Eugen" (a Niš), con la 22ª Divisione della Wehrmacht (a Strumica) e con altre forze armate naziste durante le operazioni militari in Kosovo ed a Stracin.

## Repubblica Popolare di Bulgaria - Il periodo del comunismo

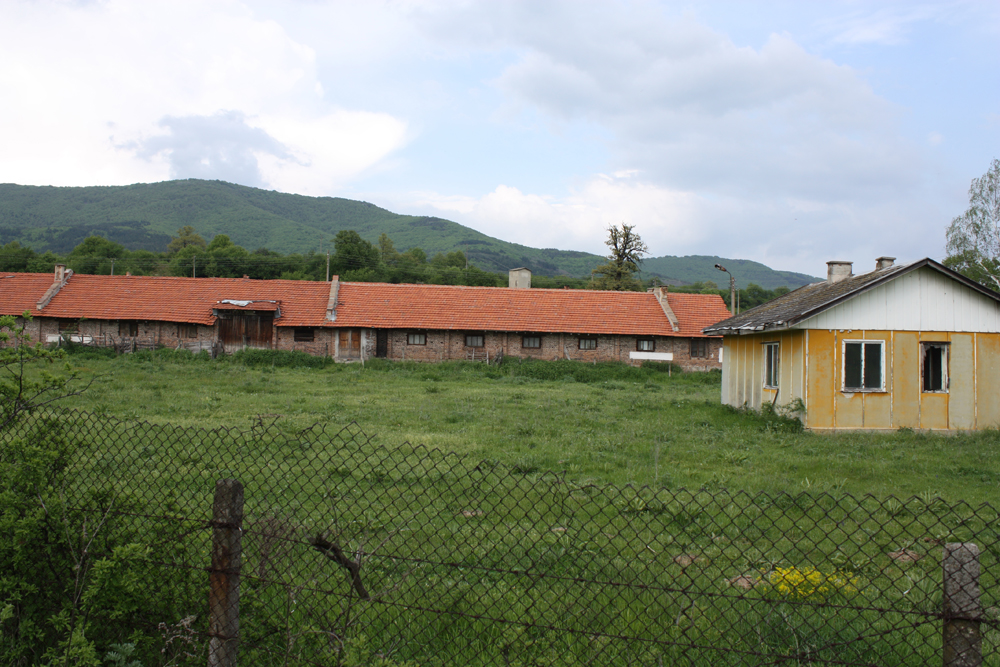
Edifici rimanenti della fattoria collettiva del villaggio di Očuša

Durante il periodo che va dal 1946 al 1989 il paese venne denominato Repubblica Popolare di Bulgaria (in bulgaro: Народна република България, Narodna Republika Bălgarija) (RPB) ed è stato governato dal Partito Comunista Bulgaro (PCB). Il PCB si trasformò nel 1990 nel "Partito Socialista Bulgaro".
Benché Dimitrov fosse stato in esilio dal 1923 per la maggior parte del tempo in Unione Sovietica, egli non era diventato un fantoccio nelle mani dei sovietici. Dimostrò grande coraggio nella Germania nazista durante il processo in cui era stato incolpato dell'incendio del Reichstag nel 1933, ed in seguito guidò il Comintern nel periodo del Fronte Popolare. Era inoltre molto vicino al leader comunista jugoslavo Tito, e credeva che la Jugoslavia e la Bulgaria dovessero formare una federazione, dato che erano i due paesi in cui vivevano le popolazioni slave meridionali. Quest'idea non raccoglieva il consenso di Stalin, e ci sono stati a lungo sospetti che la morte improvvisa di Dimitrov non fosse accidentale, nonostante non sia mai stato possibile provarlo. Coincise con l'espulsione di Tito dal Cominform da parte di Stalin e venne seguita da una caccia ai simpatizzanti verso Tito in Bulgaria, che culminò con il processo pubblico e l'esecuzione del Deputato Primo Ministro Trajčo Kostov. L'anziano Kolarov morì nel 1950, ed il potere passò quindi allo stalinista estremista Vălko Červenkov.
La fase stalinista bulgara durò meno di cinque anni. L'agricoltura venne collettivizzata e le ribellioni contadine represse. Vennero istituiti dei campi di lavoro, nei quali, al culmine della repressione, erano recluse circa 100.000 persone. Il patriarca ortodosso venne confinato in un monastero e la chiesa posta sotto il controllo dello Stato. Nel 1950 vennero rotte le relazioni diplomatiche con gli Stati Uniti d'America. La minoranza turca venne perseguitata e riaperti i problemi diplomatici di confine con la Grecia e la Jugoslavia. Tuttavia il sostegno di Červenkov era debole, persino all'interno del Partito comunista, affinché il suo potere durasse a lungo senza il supporto di Stalin. Il leader sovietico morì nel marzo del 1953 e nel marzo del 1954 Červenkov venne deposto da segretario del partito con l'approvazione di Mosca e rimpiazzato da Todor Živkov, che aveva il sostegno del nuovo segretario del PCUS, Nikita Chruščёv. Červenkov rimase primo ministro fino all'aprile del 1956, quando venne congedato e rimpiazzato da Anton Jugov.

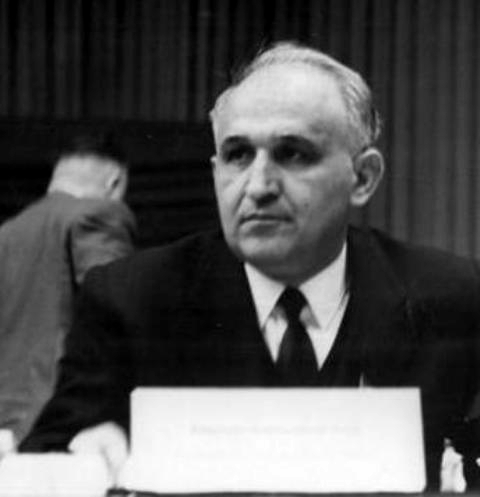
Todor Živkov, dal 1958 al 1989 alla guida della Repubblica Popolare di Bulgaria

Todor Živkov fu il più longevo segretario comunista dell'Europa Orientale. Il suo "lungo regno" sul paese (1958-1989) si caratterizzò in senso conservatore con uno stabile allineamento a Mosca, almeno fino all'elezione di Michail Gorbačëv. L'eccessiva subordinazione del regime nei confronti dell'Unione Sovietica fu tra le ragioni che spinsero alcuni congiurati a un tentativo di colpo di Stato nel 1965: il golpe, presentato come pro-cinese (la Bulgaria aveva intessuto crescenti relazioni commerciali con quel paese negli anni precedenti), fu sventato. I protagonisti erano due generali, Cvjatko Anev e Ivan Todorov-Gorunja. Le condanne furono comunque abbastanza miti: da tre a quindici anni di carcere. Nel 1971, con l'adozione di una nuova costituzione, Živkov si nominò "Presidente del Consiglio di Stato" e nominò come primo ministro Stanko Todorov. Nel periodo successivo, Živkov ebbe modo di consolidare il suo potere, offrendo all'Urss una fedeltà assoluta e ricevendo in cambio un generoso sostegno economico che permise di raggiungere l'autosufficienza alimentare senza rinunciare a un buon sviluppo industriale, culturale e tecnico. Tuttavia l'industrializzazione non ebbe sempre risvolti positivi, sia per la mancanza di infrastrutture adeguate (ad esempio il grande complesso metallurgico di Kremikovci era isolato dai porti dove affluivano le materie prime), sia per l'emergere di rilevanti problemi ecologici dovuti alla pericolosità di centrali nucleari come quella di Kozloduj e al forte inquinamento del fiume Danubio.
Il regime fu anche alle prese con problemi di politica estera. All'interno dello Stato bulgaro si trovava la regione del Pirin, storicamente rivendicata dalla Repubblica Socialista di Macedonia, federata alla Jugoslavia, e Dimitrov aveva sempre consentito la propaganda culturale della nazione macedone. Dopo il 1956 tale politica fu abbandonata, per riaffermare invece l'identità tra bulgaro e macedone e quindi la mancanza di fondamento della rivendicazione del Pirin da parte della Macedonia socialista. Živkov cercò di superare le tensioni esistenti con la Federazione Jugoslava, incontrando più volte il maresciallo Tito, ma i rapporti rimasero tesi, rischiarono a volte di esplodere, come quando (1968) la Jugoslavia condannò l'invasione sovietica della Cecoslovacchia mentre la Bulgaria vi partecipò, mantenendo una condotta che fu interpretata da Belgrado come una minaccia di aggressione diretta. I governanti di Sofia si intesero meglio con quelli greci, con cui furono conclusi inizialmente accordi di scambio commerciale e culturale, e più tardi (anni ottanta) anche un trattato di mutua assistenza in funzione antiturca.
Durante gli anni sessanta Živkov diede inizio ad una serie di riforme e politiche orientate verso il libero mercato su un piano sperimentale. Verso la metà degli anni cinquanta gli standard di vita della popolazione bulgara aumentarono notevolmente e nel 1957 i lavoratori delle fattorie collettive cominciarono a beneficiare delle prime pensioni agricole e di quello che probabilmente era il miglior sistema di welfare dell'Europa orientale. Ljudmila Živkova, figlia di Todor Živkov, promosse l'eredità nazionale del paese, la cultura bulgara e l'arte su scala globale. D'altro canto, negli anni ottanta fu avviata una campagna di assimilazione o di sradicamento della numerosa comunità etnica turca, che costrinse i turchi residenti in Bulgaria a adottare nomi di origine slava e ne sopprimeva la libertà religiosa, soffocando ogni tentativo di protesta. Questa politica portò all'emigrazione di più di 300.000 turchi di origine bulgara in Turchia, causando un significante calo della produzione agricola, dovuta alla perdita di forza lavoro nel settore primario.

## La Bulgaria dopo il 1989

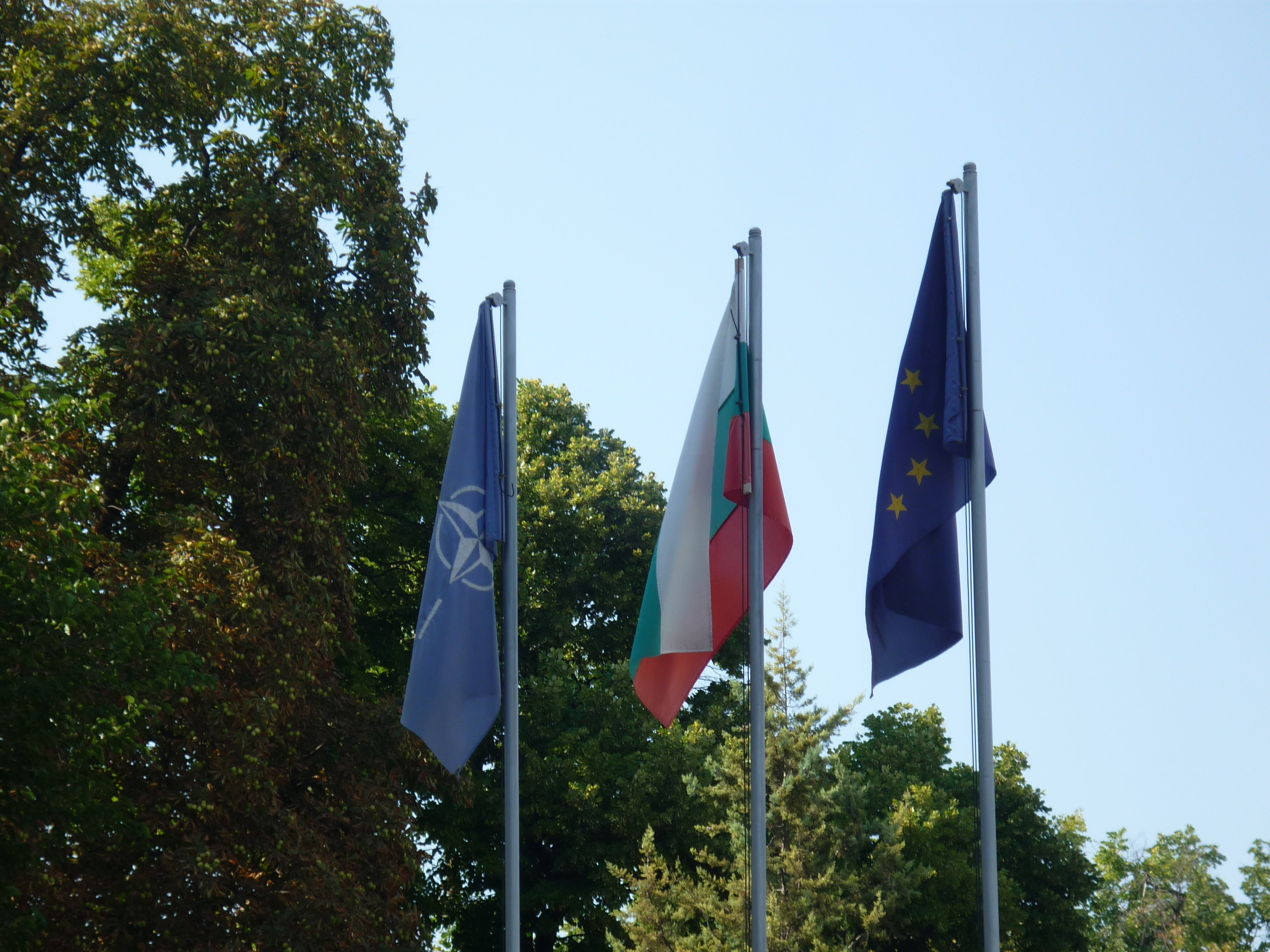
Bandiere della NATO, della Bulgaria, e dell'Unione europea, di fronte al club militare di Plovdiv.

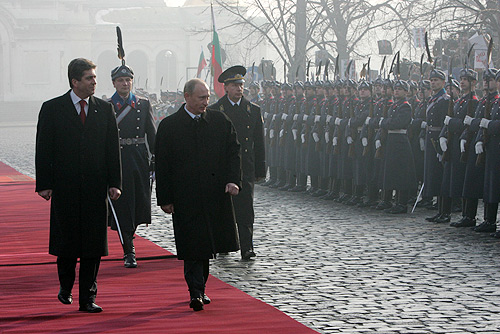
L'allora presidente bulgaro Georgi Părvanov (a sinistra) con il presidente russo Vladimir Putin (2008)

Prima che l'impatto del programma di riforme di Michail Gorbačëv nell'Unione sovietica venisse percepito in Bulgaria alla fine degli anni ottanta, i comunisti, come il loro leader, erano diventati troppo deboli per resistere alla domanda di cambiamento a lungo. Nel novembre del 1989 alcune dimostrazioni su questioni ecologiche (Ekoglasnost) vennero tenute a Sofia, ma presto sfociarono in una campagna generale per una riforma politica. I comunisti reagirono deponendo il decrepito Živkov e rimpiazzandolo con Petăr Mladenov, ma ciò portò solamente ad una piccola pausa. Nel febbraio 1990 il Partito rinunciò volontariamente al monopolio del potere e nel giugno si tennero le prime elezioni libere dal 1931, vinte dall'ala moderata del Partito comunista, rinominato Partito Socialista Bulgaro (PSB). Ne luglio 1991 venne adottata una nuova costituzione, nella quale si prevede un presidente eletto direttamente dal popolo, con poteri relativamente deboli, ed un primo ministro responsabile della legislatura.
Come gli altri paesi post-comunisti dell'Europa orientale, la Bulgaria trovò più difficile di quanto si aspettasse la transizione verso il capitalismo. L'Unione delle Forze Democratiche (UFD), una coalizione anticomunista, salì al governo tra il 1992 ed il 1994 e si occupò di portare avanti la privatizzazione della terra e dell'industria, ma ciò provocò anche un aumento smisurato del tasso di disoccupazione quando le industrie privatizzate, scarsamente competitive, fallirono e venne rivelata l'arretratezza dell'industria e delle infrastrutture bulgare. I socialisti si presentarono allora come i difensori dei poveri contro gli eccessi del libero mercato.
La reazione negativa nei confronti delle riforme in campo economico permisero a Žan Videnov del PSB di salire al governo nel 1995. Tuttavia, già nel 1996 anche il governo del PSB si ritrovò in difficoltà, e alle elezioni presidenziali venne eletto il candidato dell'UDF Petăr Stojanov. Nel 1997 il governo del PSB cadde e salì al potere l'UDF. La disoccupazione rimase comunque alta e l'elettorato si mostrò sempre più insoddisfatto di entrambi i partiti.
Il 17 giugno 2001 Simeone di Sassonia-Coburgo-Gotha, il figlio dello zar Boris II, ed a sua volta ex capo di Stato bulgaro (come zar di Bulgaria dal 1943 al 1946), ebbe un'esigua vittoria alle elezioni. Il partito dello zar, il Movimento Nazionale Simeone Secondo ("NDSV" dalla sigla bulgara НДСВ), ottenne 120 dei 240 seggi del parlamento. Come primo ministro seguì una politica strettamente filo-occidentale, facendo sì che la Bulgaria entrasse nella NATO nel 2004, ma la popolarità di Simeone diminuì rapidamente.
Nelle elezioni del 2005 il Partito Socialista Bulgaro ottenne il più alto numero di voti, seguito dal NDSV. Ad ogni modo, nessuno dei partiti aveva sufficienti voti per formare un governo a sé stante. Dopo un mese di negoziazioni venne formata una coalizione tra il PSB, l'NDSV e l'MDL (Movimento per i Diritti e la Libertà).. Anche se divisi da profonde differenze ideologiche e politiche, i tre partiti si unirono sotto un unico scopo: attuare le riforme necessarie per entrare nell'Unione europea il 1º gennaio 2007. La scarsa qualità dell'amministrazione rimane un serio problema.
Nelle elezioni parlamentari del 2009 il partito di centrodestra di Bojko Borisov, Cittadini per lo Sviluppo Europeo della Bulgaria, ("GERB" dalla sigla bulgara ГЕРБ) ottenne circa il 40% dei voti.
A partire dal 1989 la Bulgaria ha tenuto elezioni multipartitiche e privatizzato la propria economia, ma le difficoltà economiche e un'ondata di corruzione hanno portato più di 800.000 bulgari, tra cui molti professionisti qualificati, ad emigrare in una massiccia "fuga di cervelli". Il pacchetto di riforme introdotto nel 1997 ristabilì una crescita economica positiva, ma portò ad una crescente disuguaglianza sociale. Il sistema politico ed economico dopo il 1989 ha fallito nel migliorare sia gli standard di vita sia nel creare una crescita economica.
Le condizioni economiche sono in qualche modo migliorate, anche se la crescita economica è ancora lenta e la disoccupazione e l'emigrazione sono rimaste alte. Il progresso è rimasto limitato in altri campi come la criminalità organizzata e la sanità pubblica, mentre altri miglioramenti si sono avuti nel campo della corruzione e dell'educazione.
Secondo un sondaggio del Pew Global Attitudes Project del 2009, il 76% dei bulgari si riteneva insoddisfatto del sistema democratico, il 63% pensava che il libero mercato non migliorava la vita delle persone e solo l'11% dei bulgari era d'accordo sul fatto che la popolazione normale aveva beneficiato dei cambiamenti successivi al 1989. Inoltre, la qualità media della vita ed il rendimento economico del paese sono rimaste più basse dei tempi del governo comunista anche nei primi anni 2000.
La Bulgaria è generalmente ritenuta a livello internazionale come un Paese con un buon livello di libertà di espressione e di rispetto dei diritti umani. Nel 2010 si trovava al 32º posto (tra la Grecia e la Lituania) nella lista di 181 paesi del Globalization Index.
Il 1º gennaio 2025, insieme alla Romania, si completato l'ingresso nello Spazio Schengen con l'abolizione dei controlli alle frontiere di terre, dopoché a marzo erano stati tolti quelli nelle frontiere aeree e marittime.